# Bildtafel Würstchen
Als Würstchen bezeichnet man sowohl kleine Varianten von Wurstsorten als auch portionierte Würstchen mit einem Gewicht bis zu 250 Gramm.

## Würstchen nach Art der Herstellung

### Brühwurst

#### Augsburger

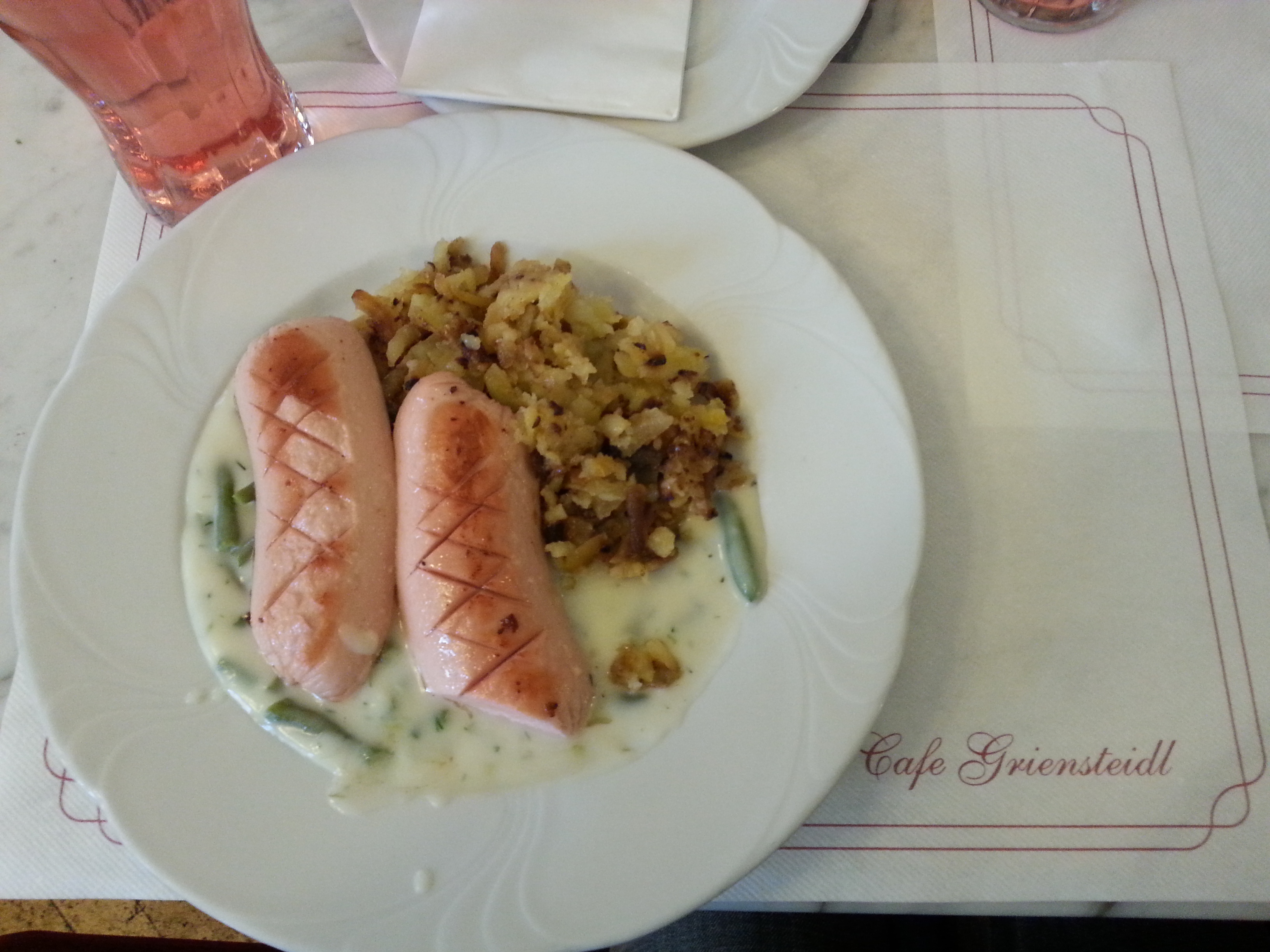
Augsburger

#### Berner Würstel

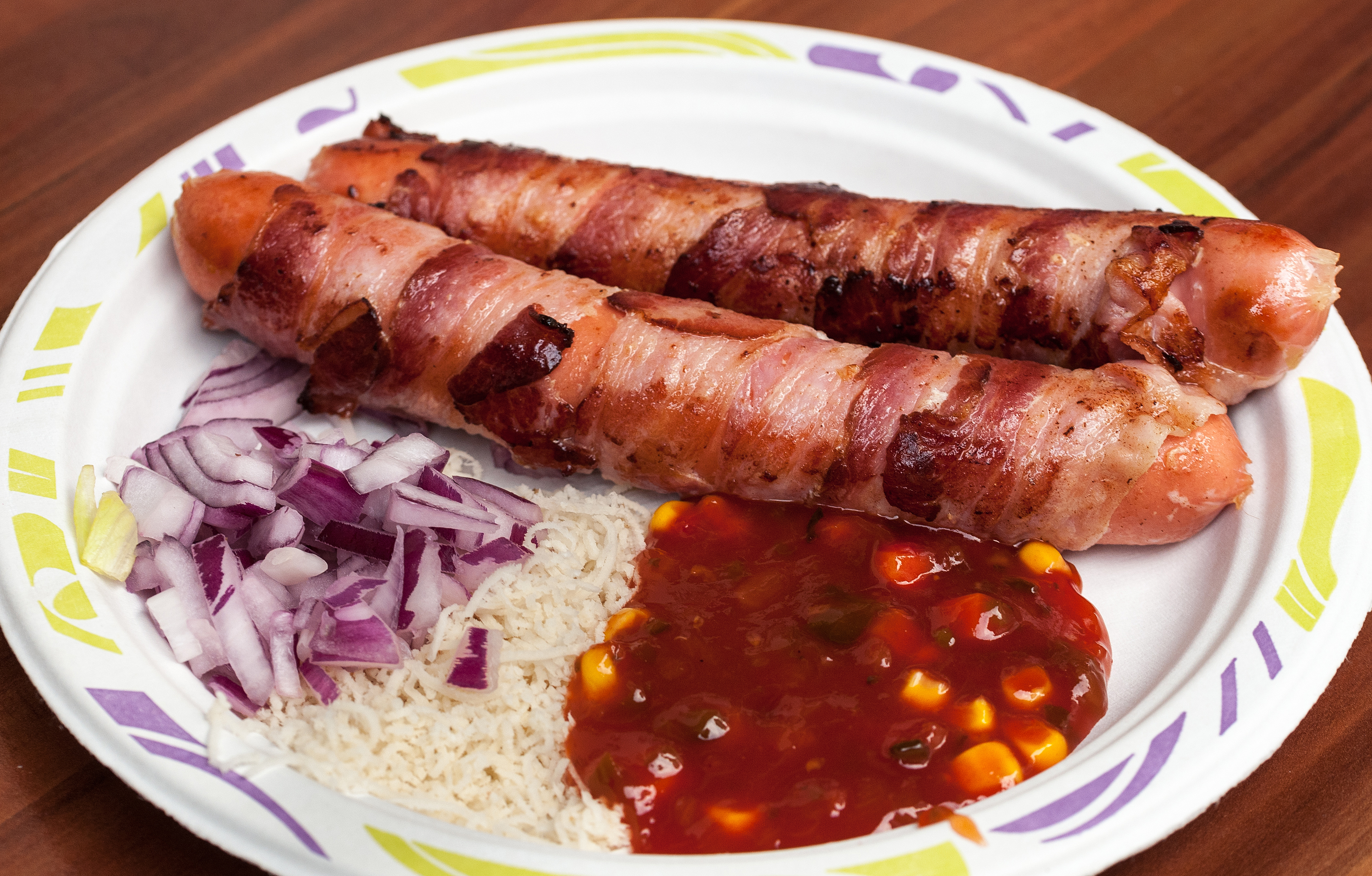
Berner Würstel

#### Bockwurst

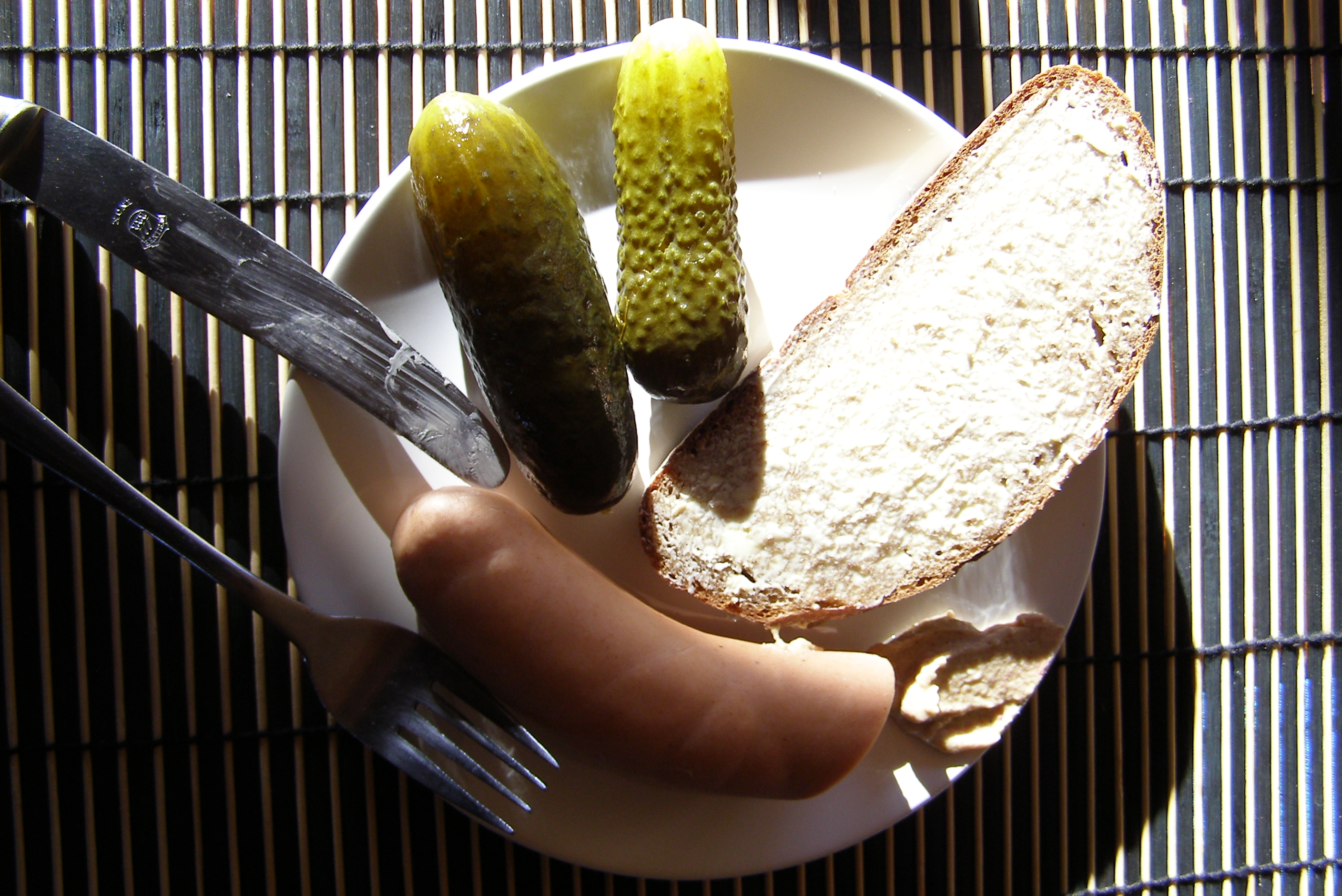
Serviervariante Bockwurst
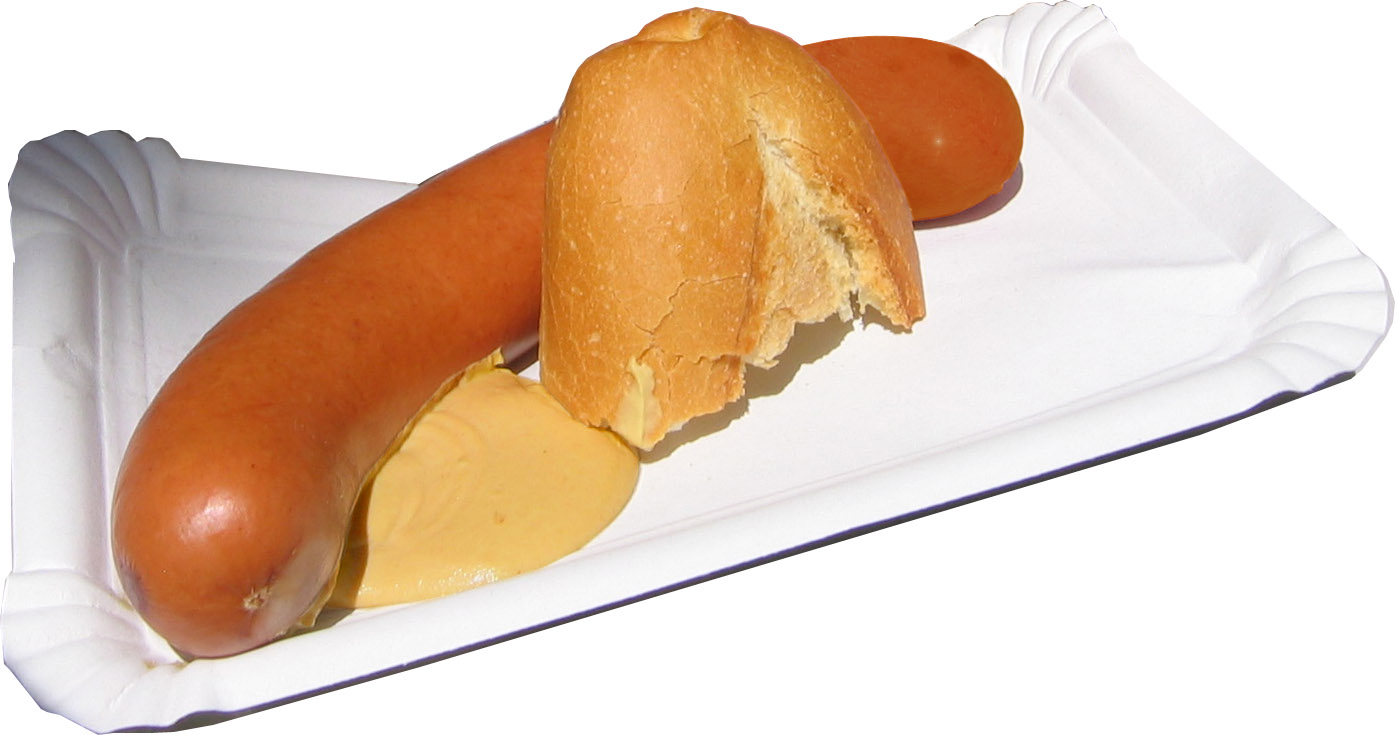
Anrichtevariante Bockwurst

#### Bratwurst

##### Currywurst

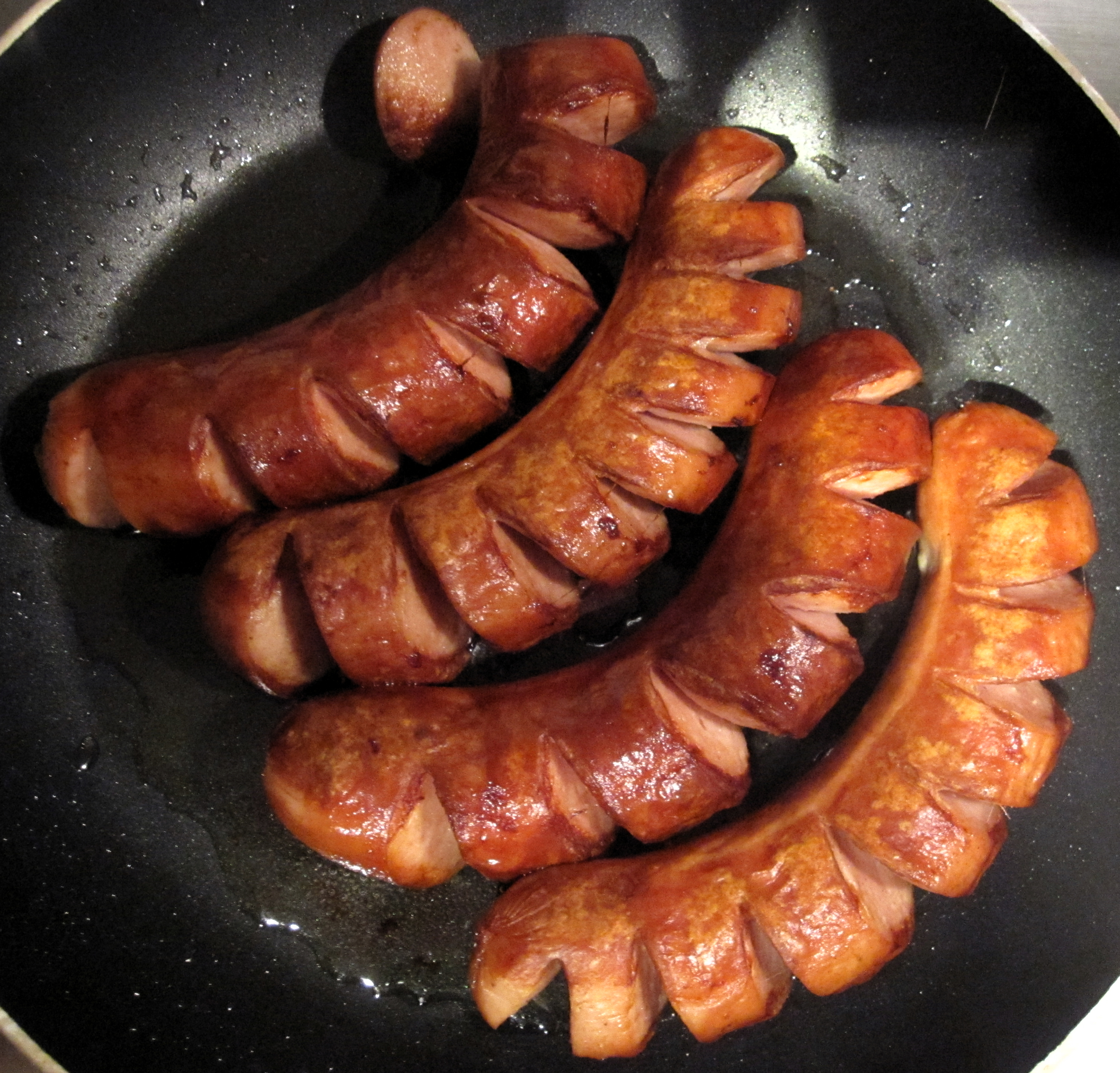
Zubereitung VW-Currywurst
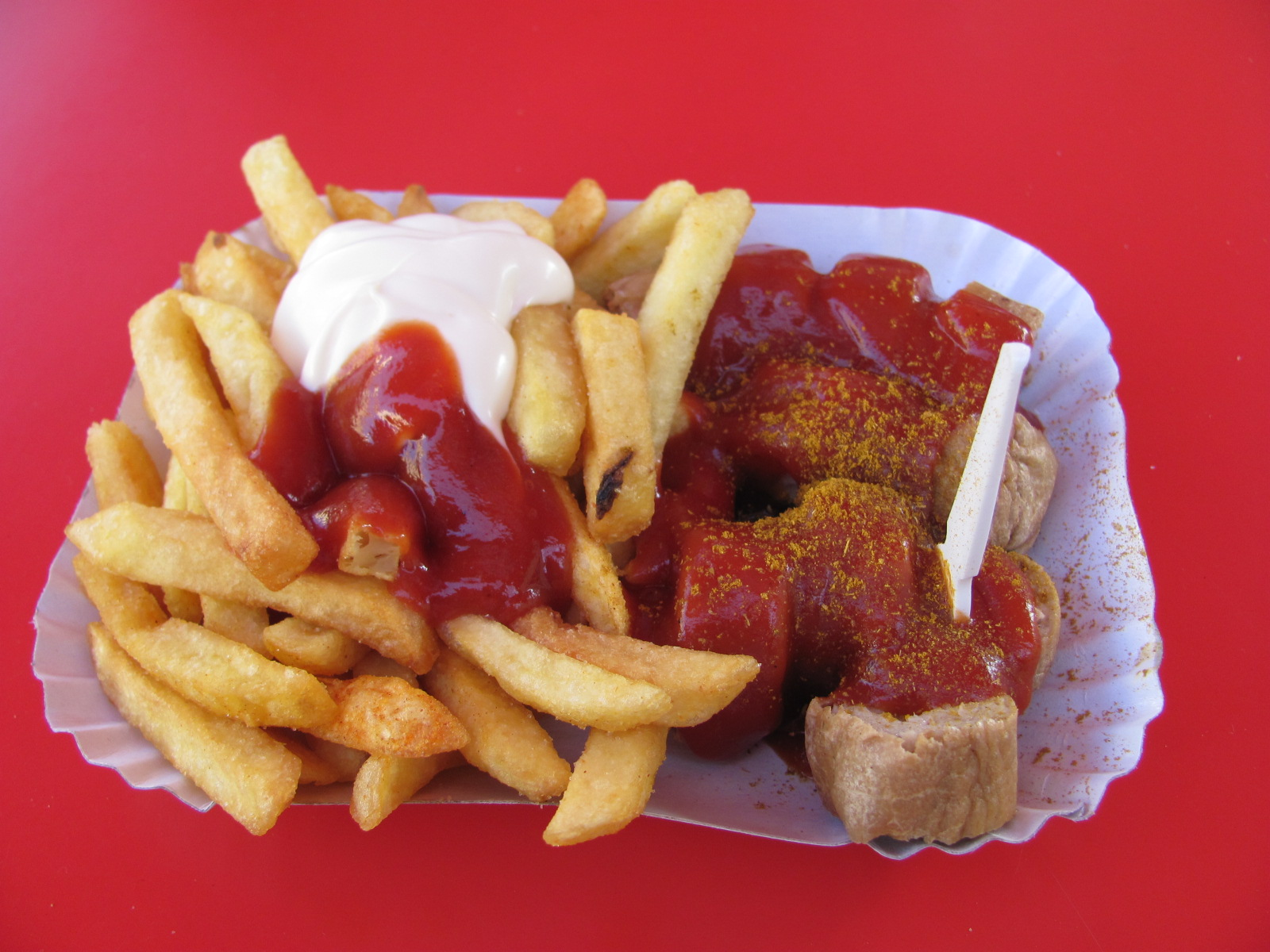
Anrichtevariante Currywurst
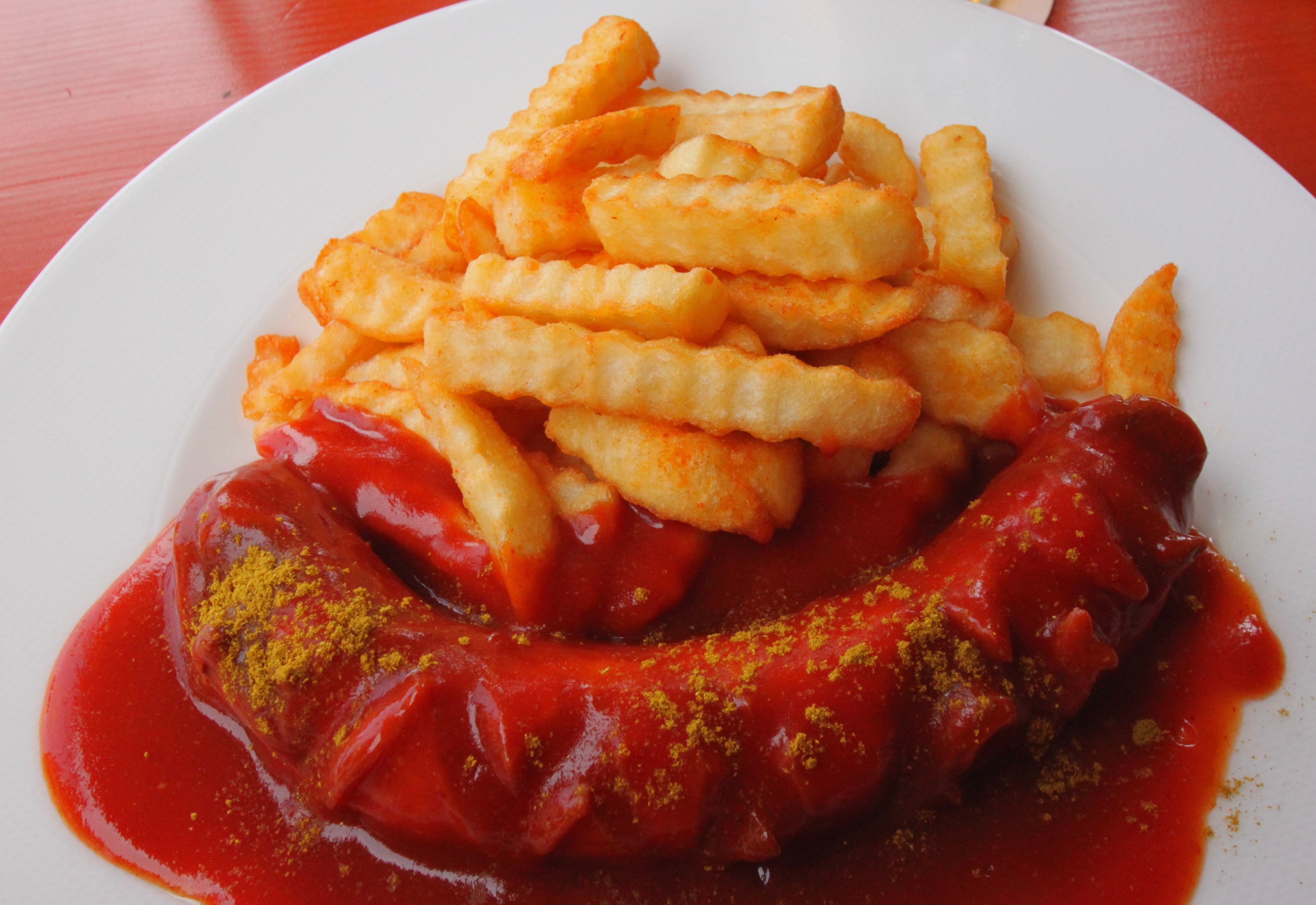
Anrichtevariante Currywurst

##### Merguez

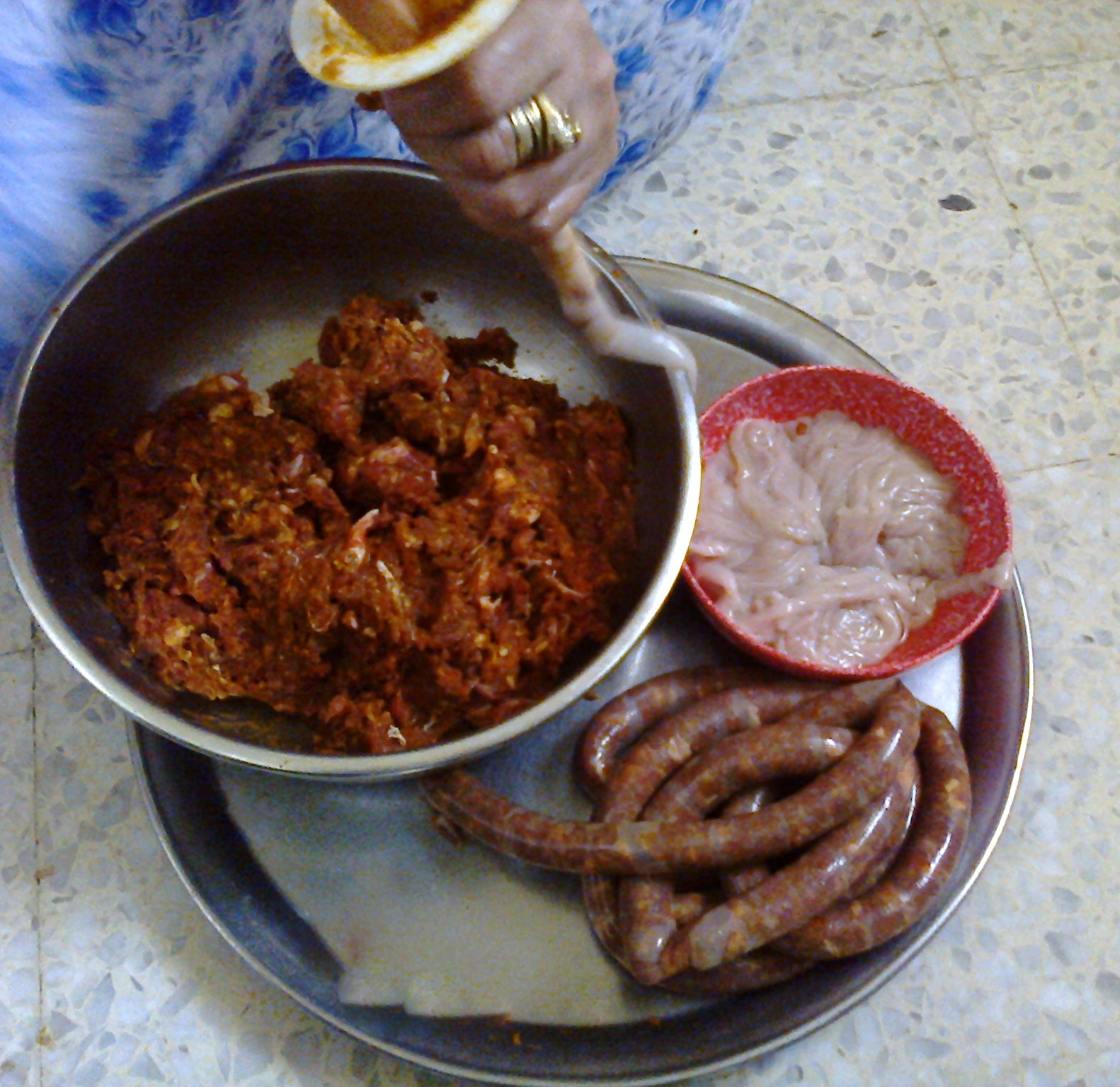
Herstellung Merguez
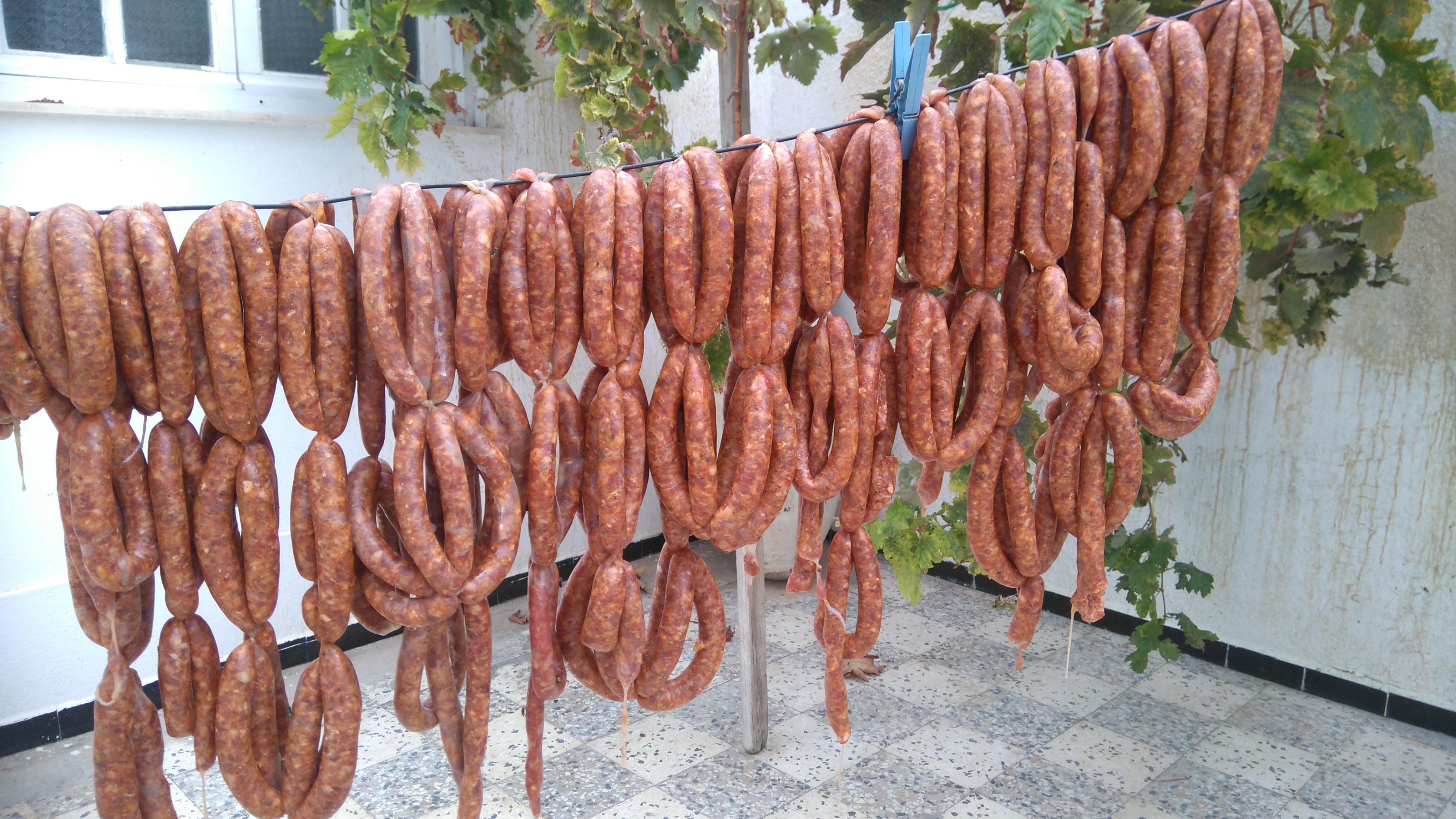
Frische Merguez
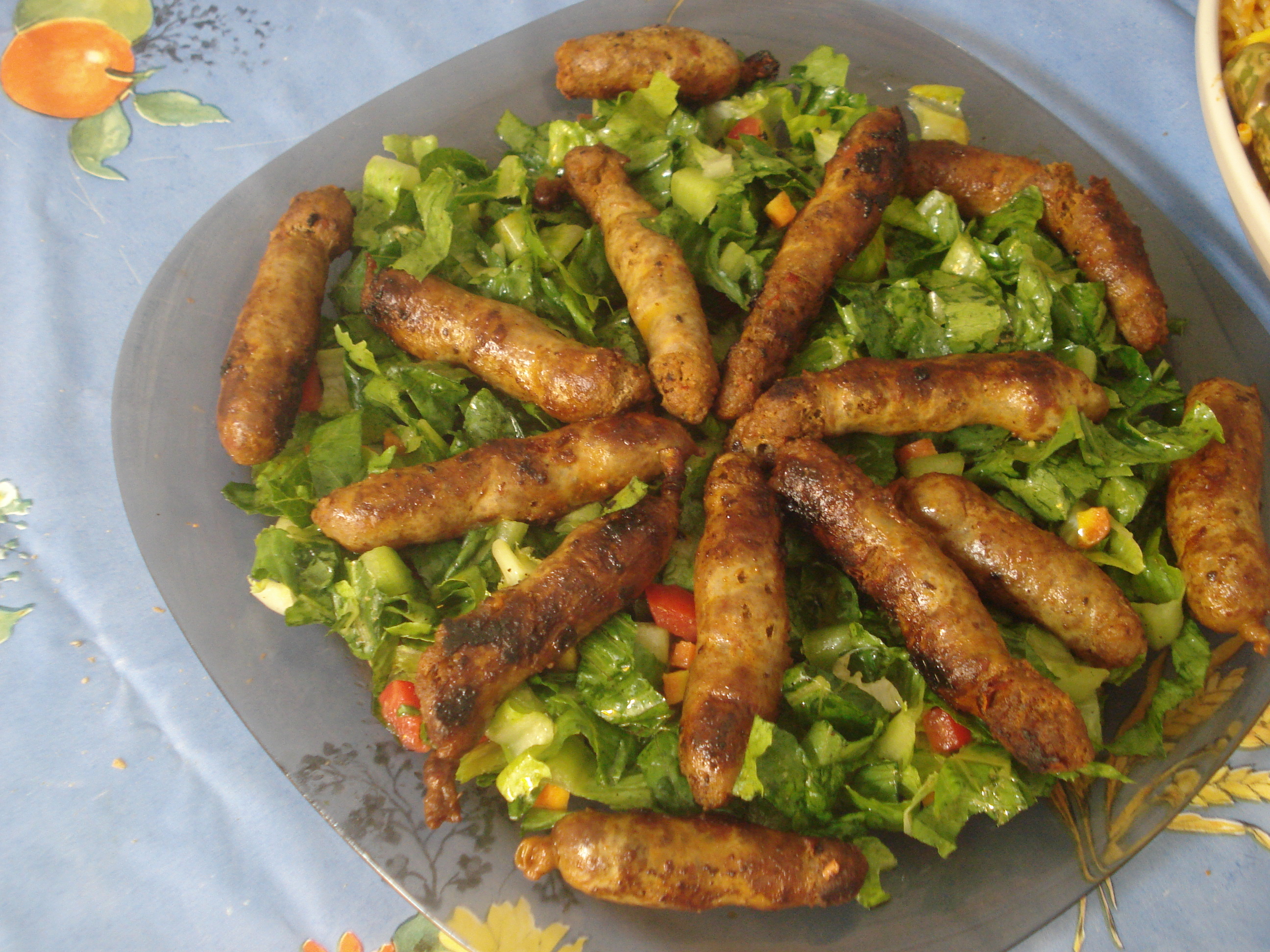
Serviervariante Merguez
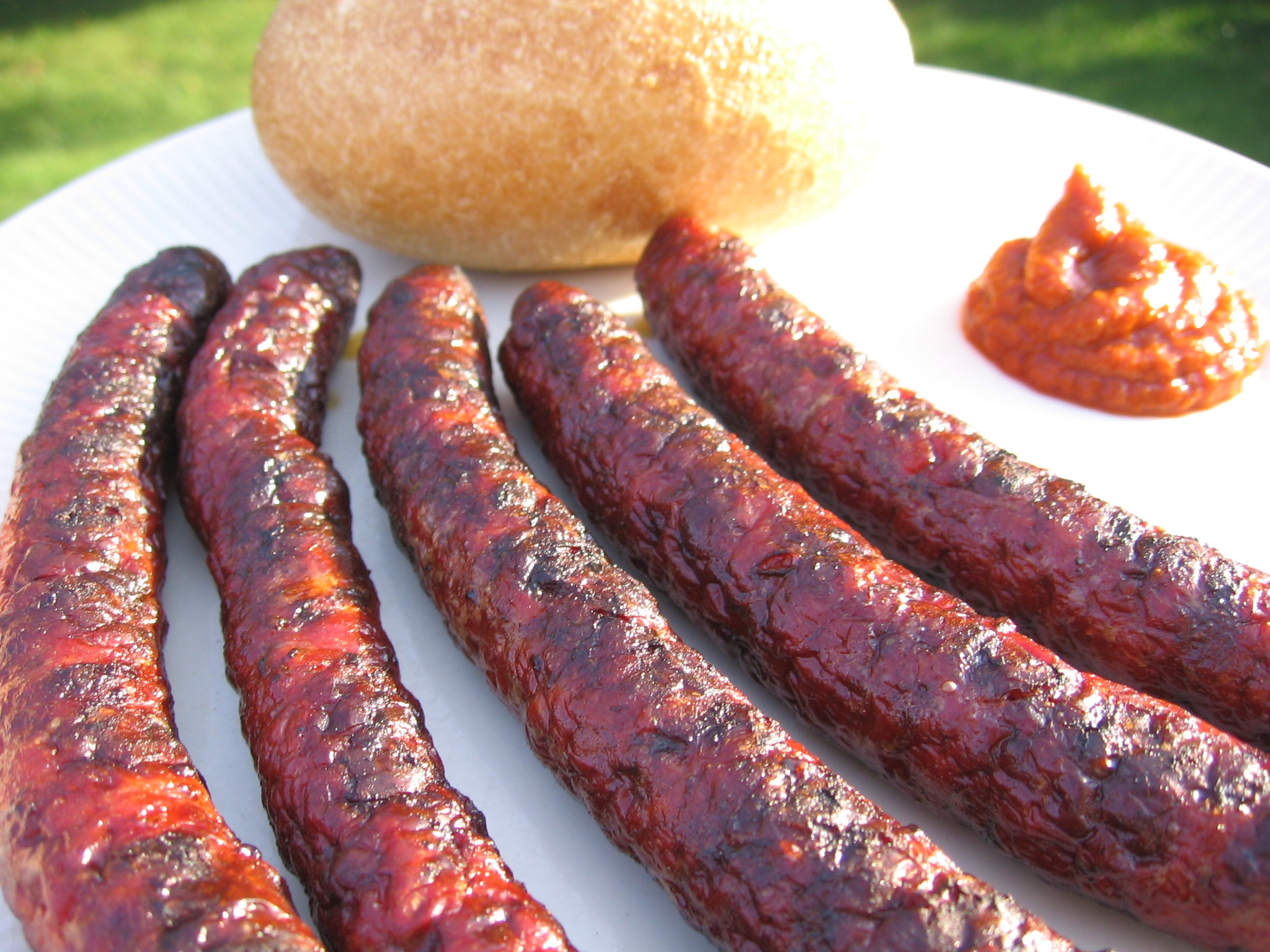
Anrichtevariante Merguez

##### Nürnberger Rostbratwurst

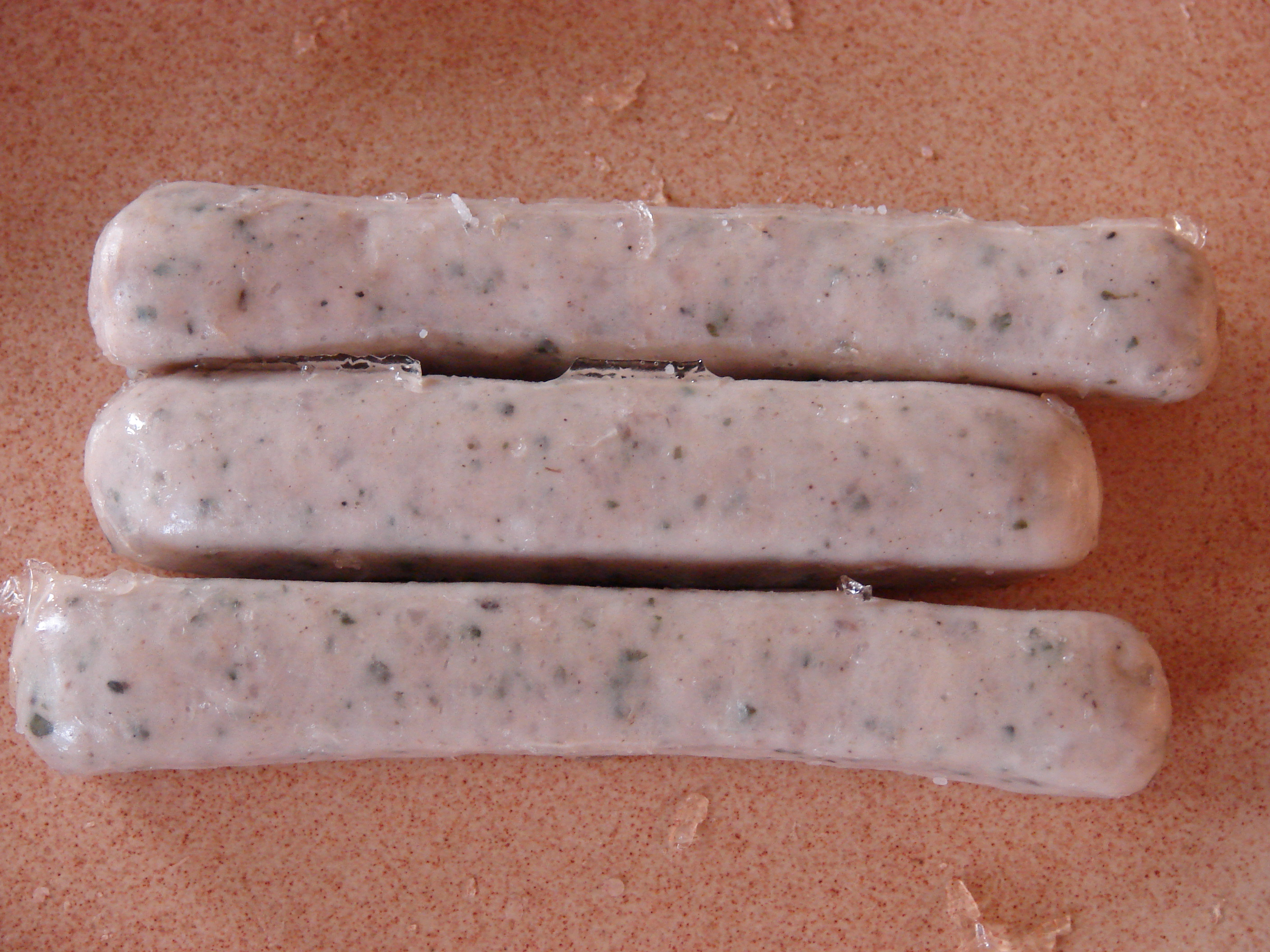
Frische Nürnberger Bratwürstchen
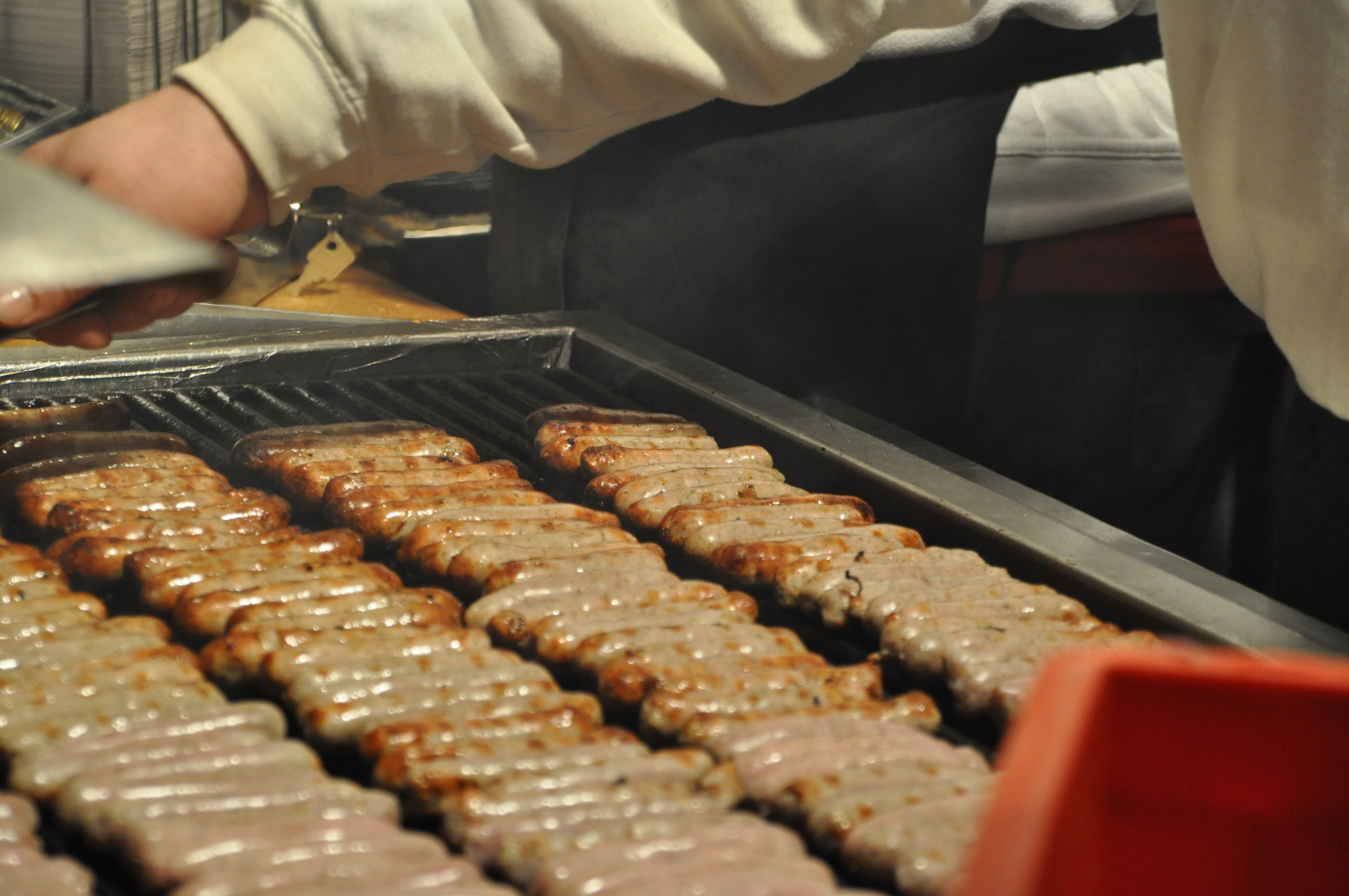
Zubereitung Nürnberger Bratwürstchen
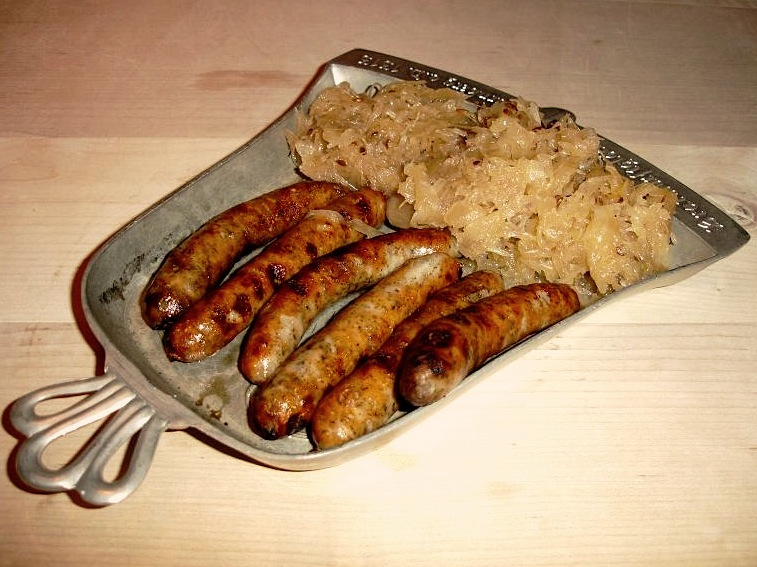
Serviervariante Nürnberger Bratwürstchen
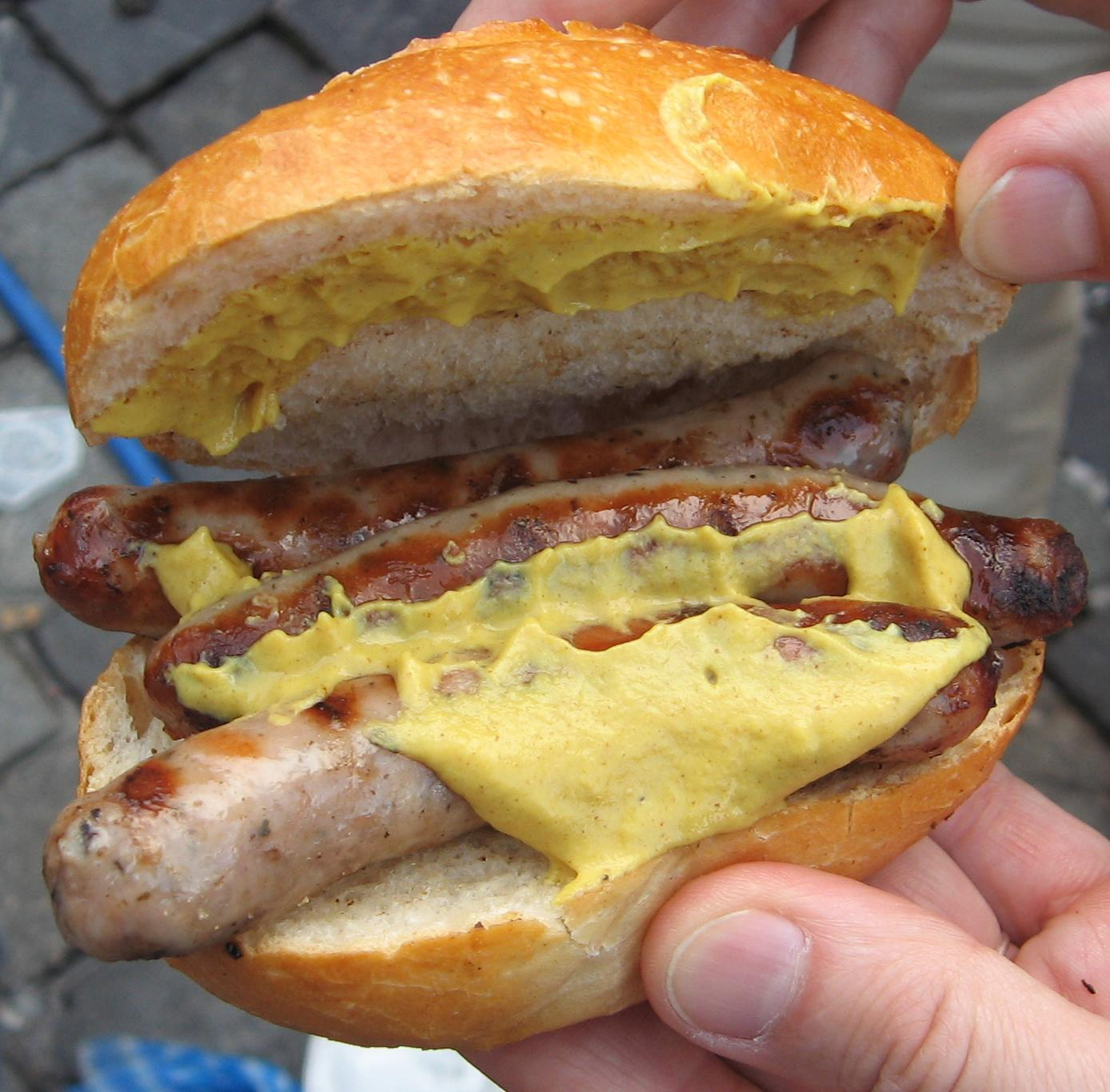
Angebotsvariante Nürnberger Bratwürstchen

#### Burenwurst

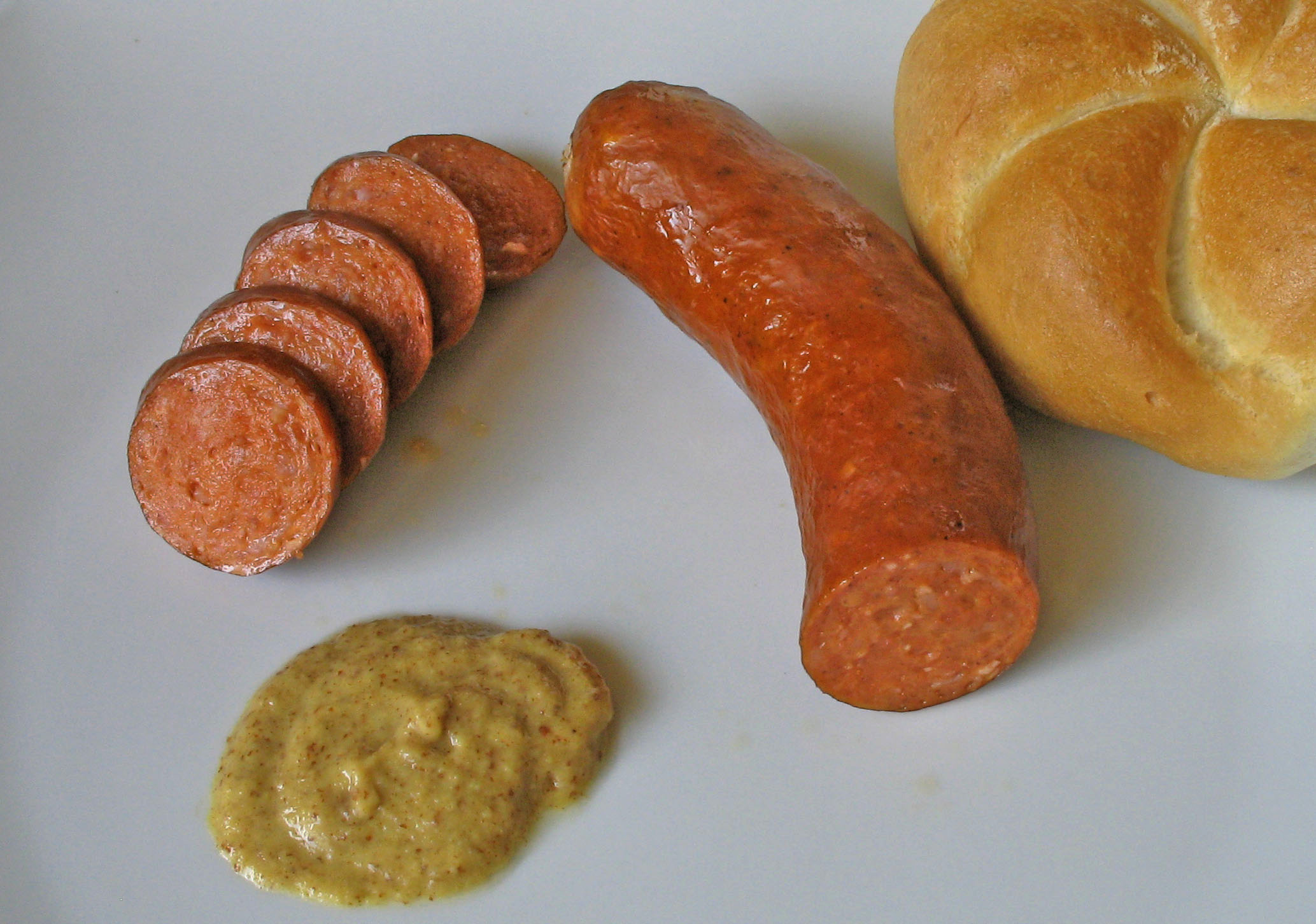
Burenwurst

#### Extrawurst

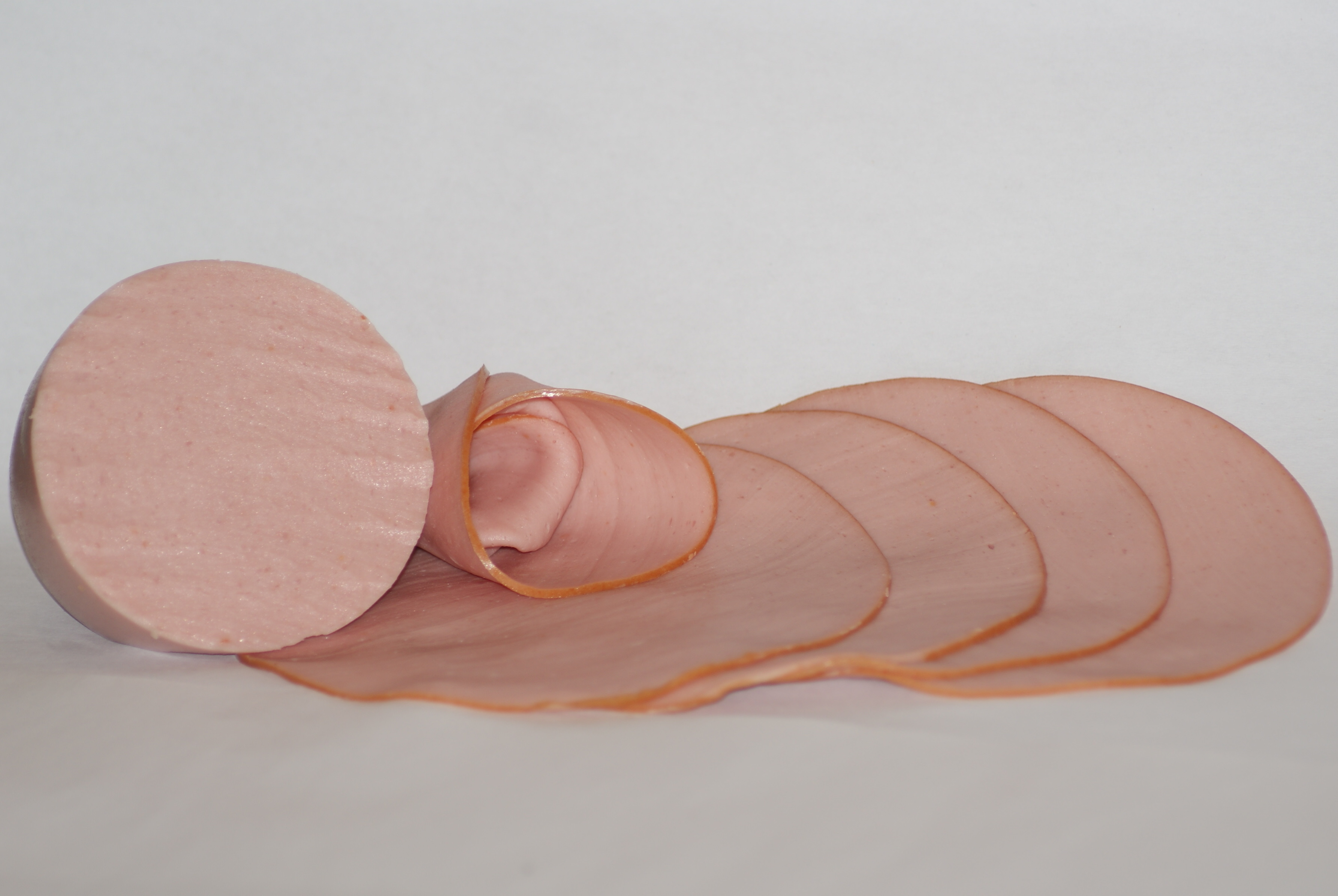
Extrawurst

#### Frankfurter Würstchen

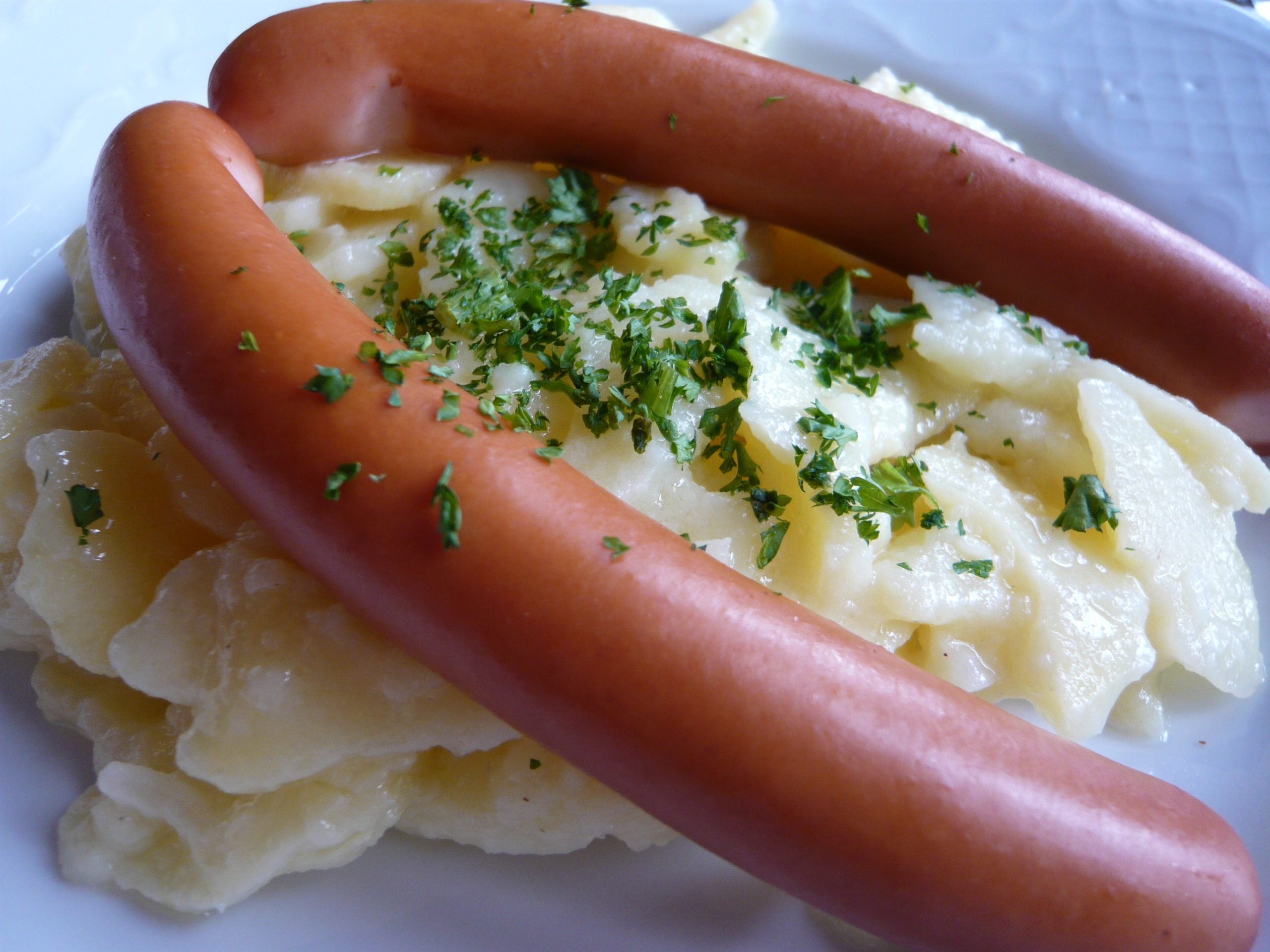
Frankfurter Würstchen

#### Kartoffelwurst

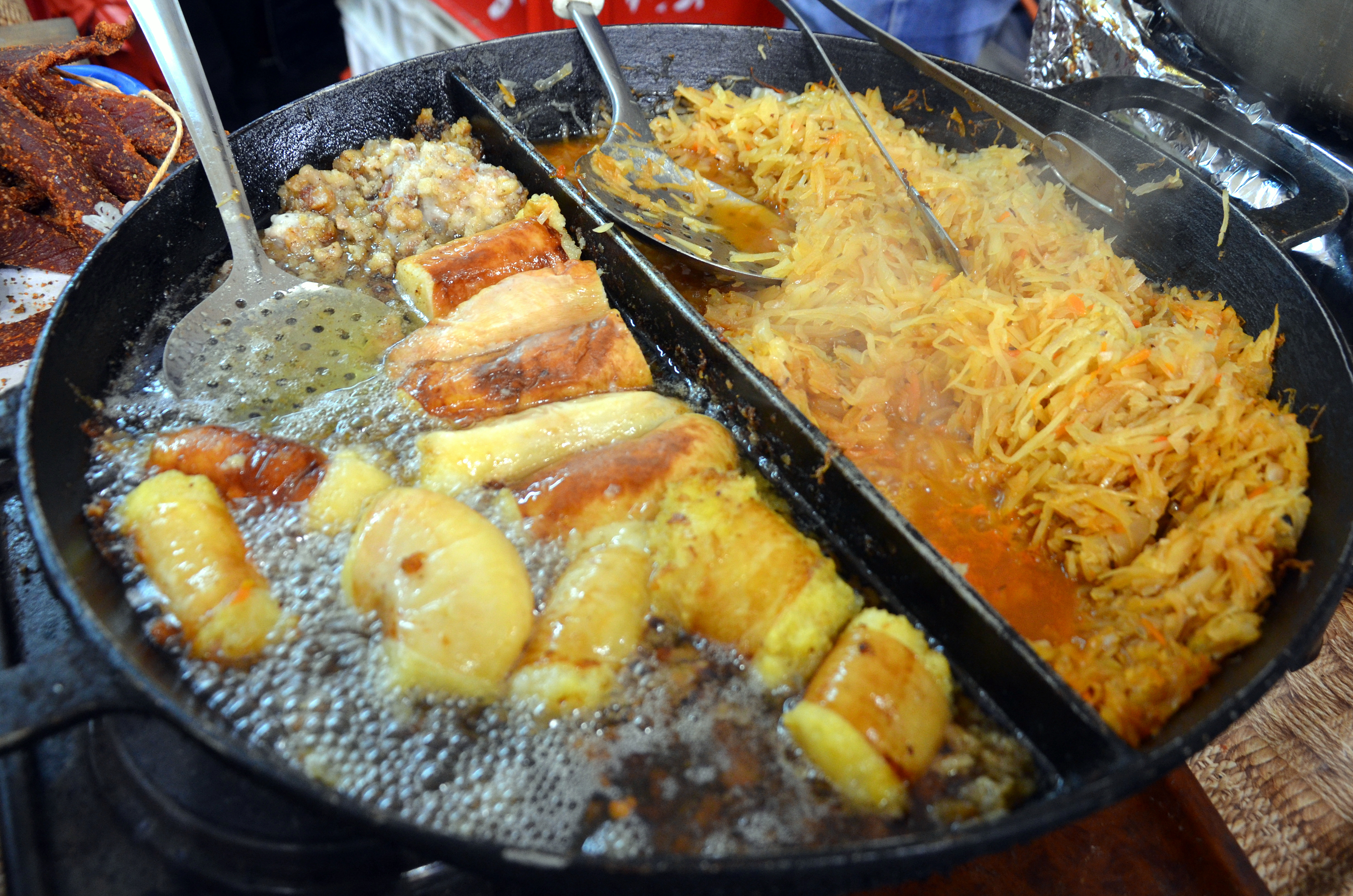
Zubereitung Kartoffelwurst
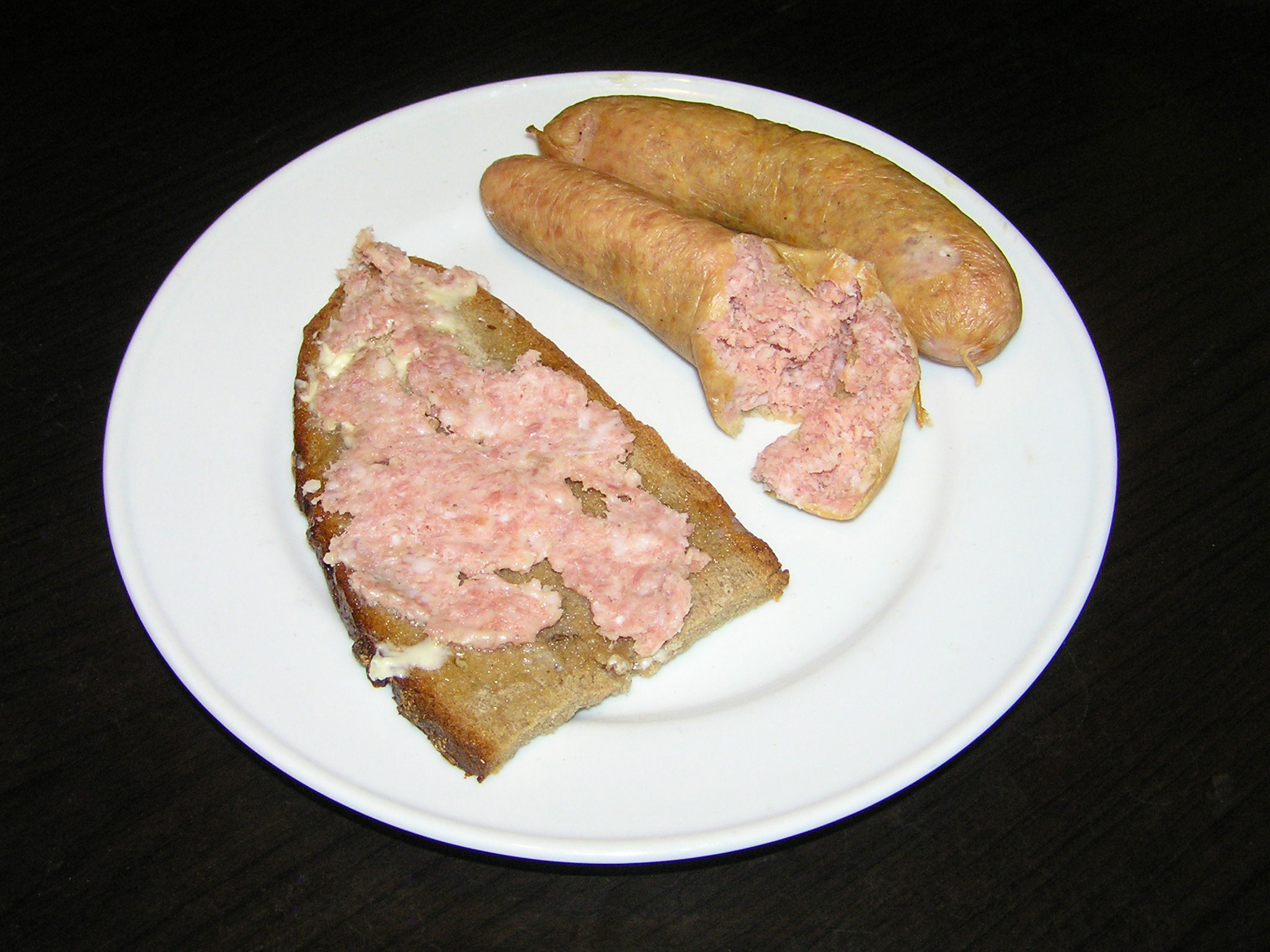
Anrichteweise Kartoffelwurst

#### Käsekrainer

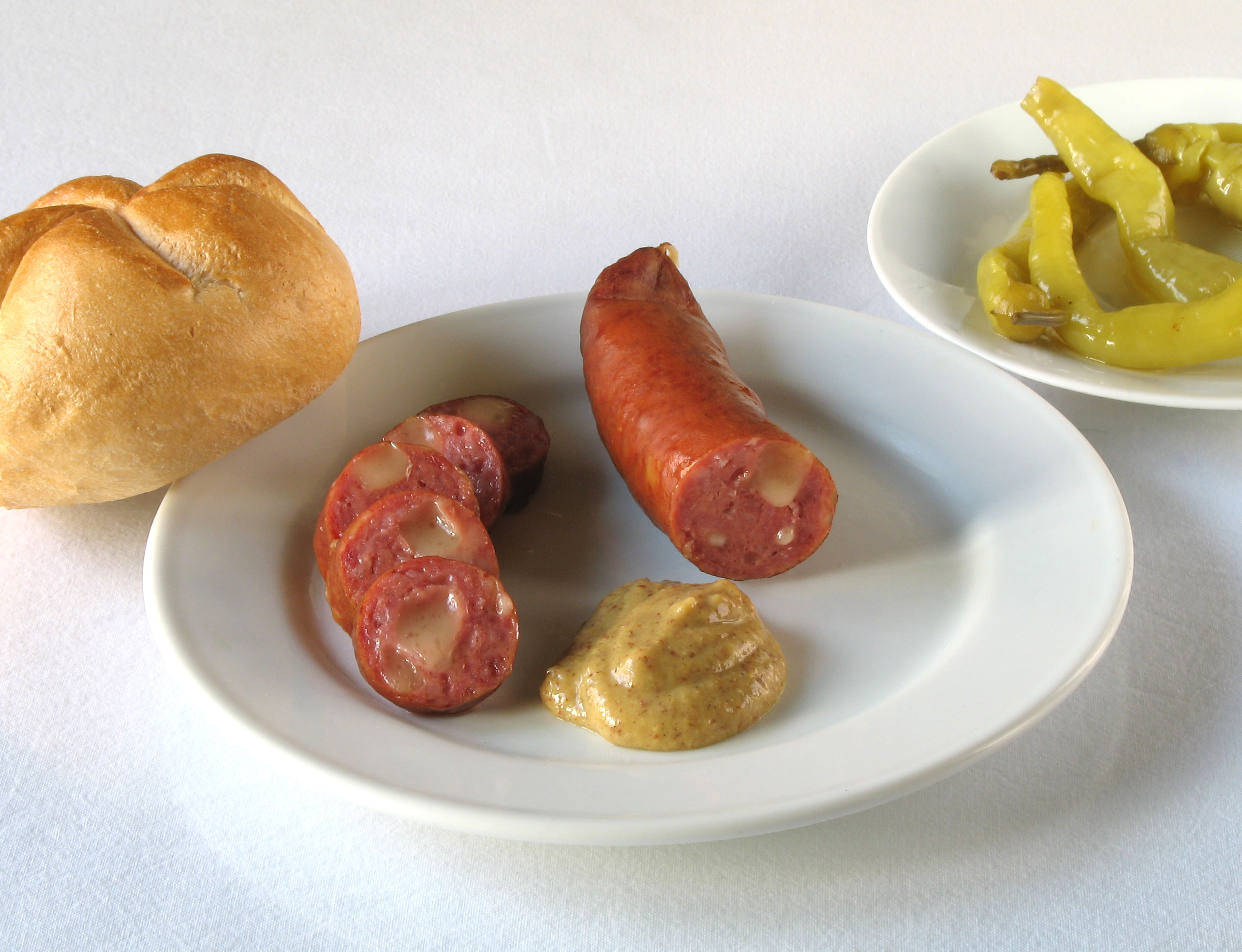
Käsekrainer

#### Lungenwurst

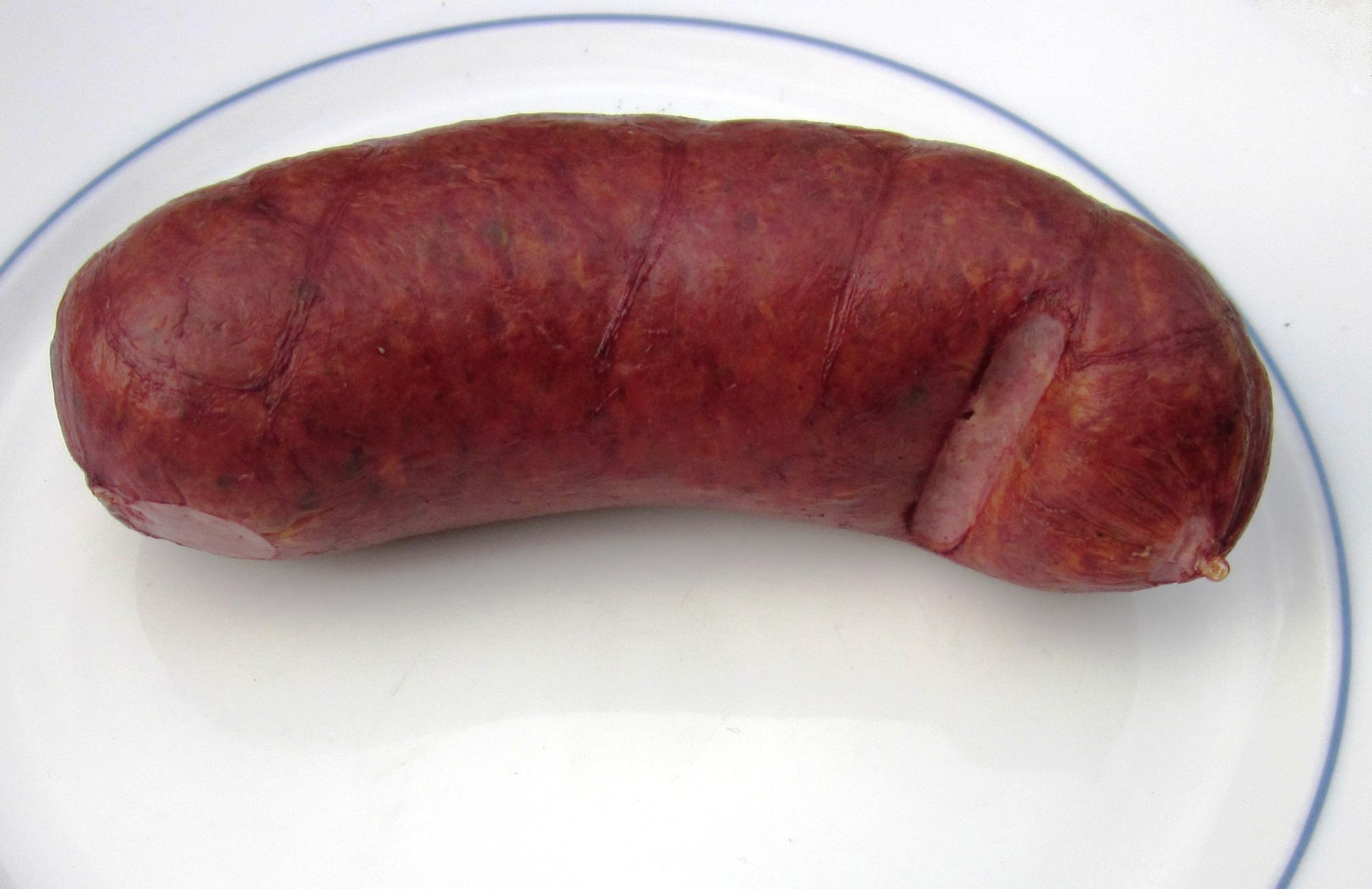
Frische Lungenwurst

#### Weißwurst

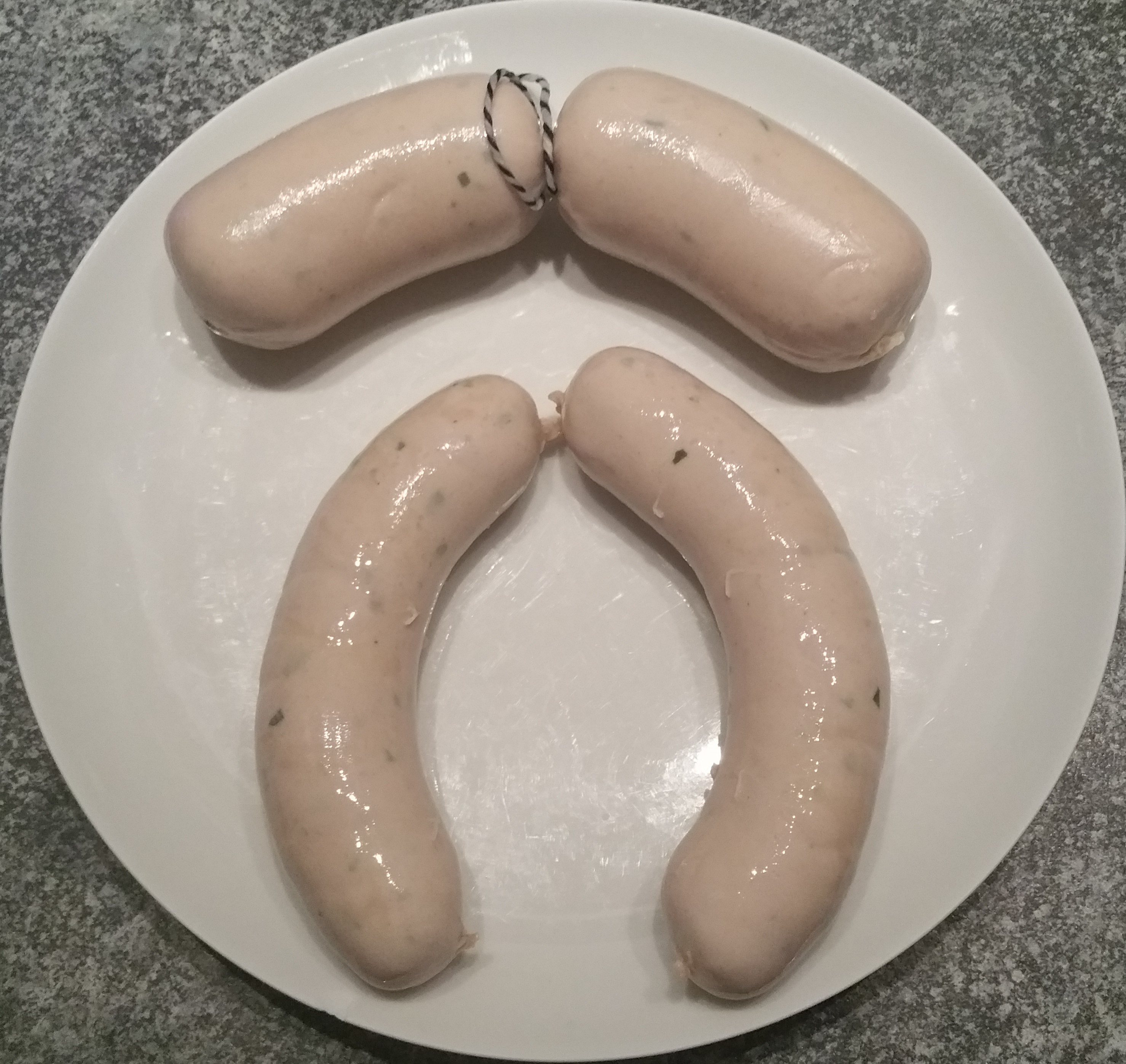
Frische Weißwurst
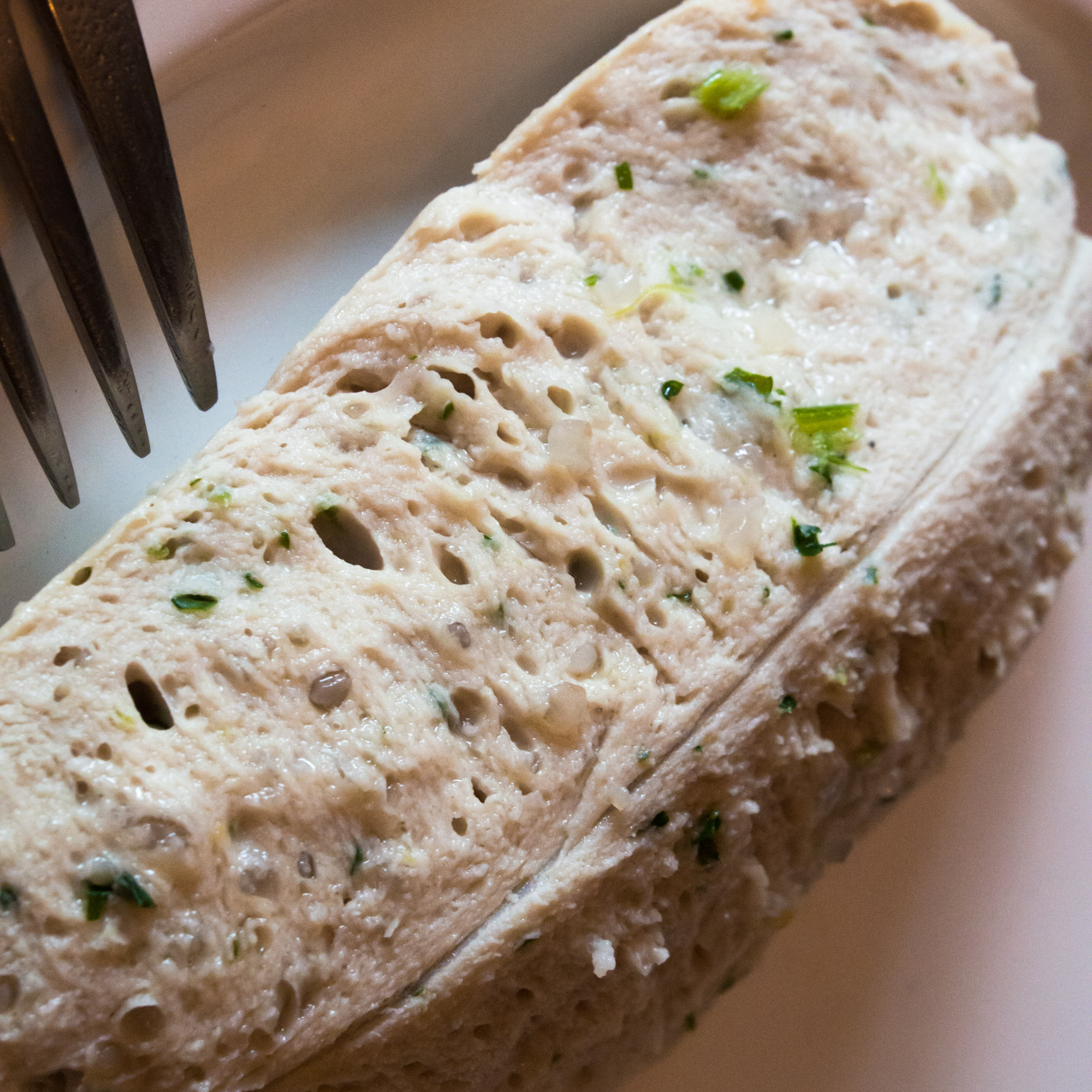
Schnittbild erwärmte Weißwurst
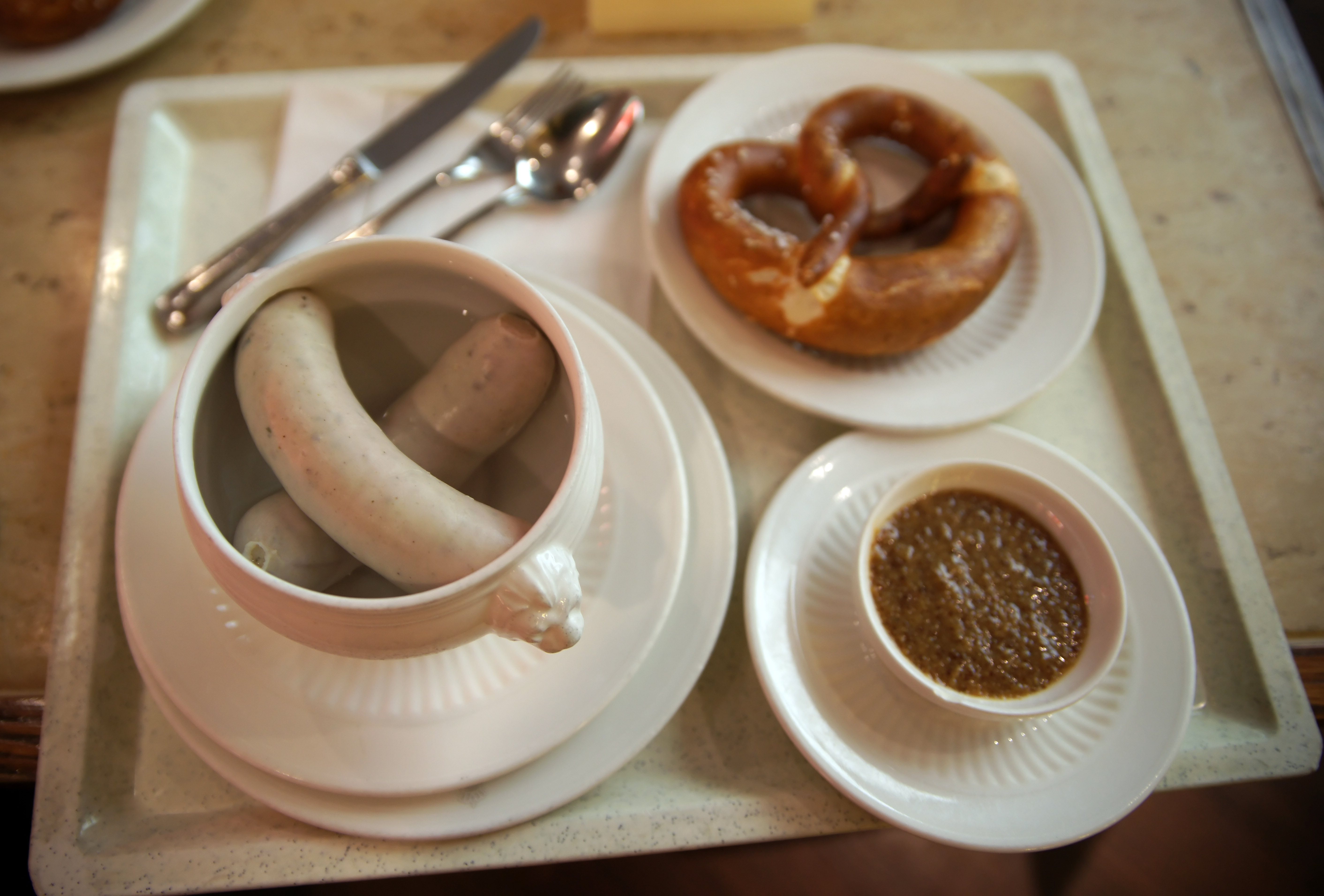
Serviervariante Weißwurst
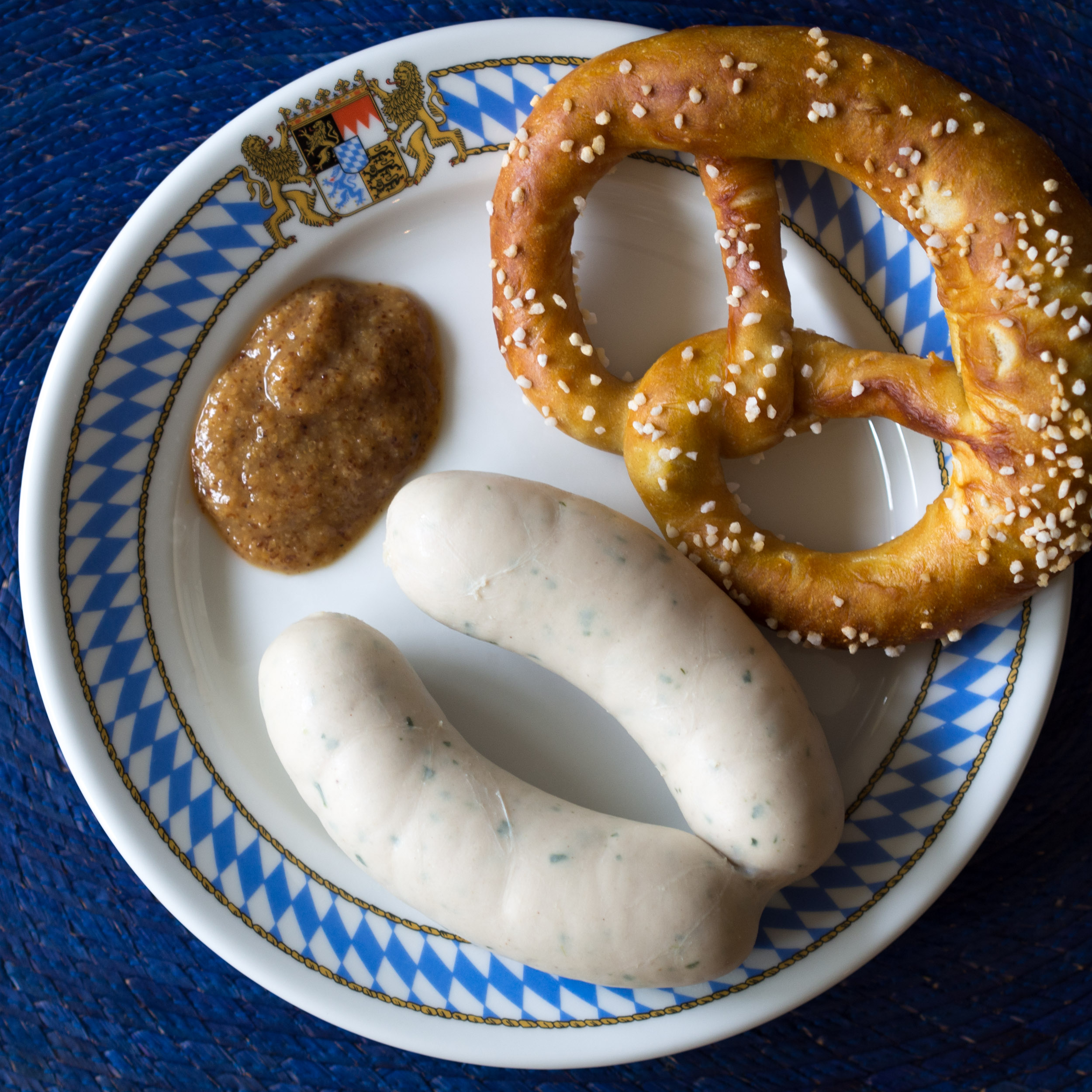
Anrichtevariante Weißwurst

#### Wiener Würstchen

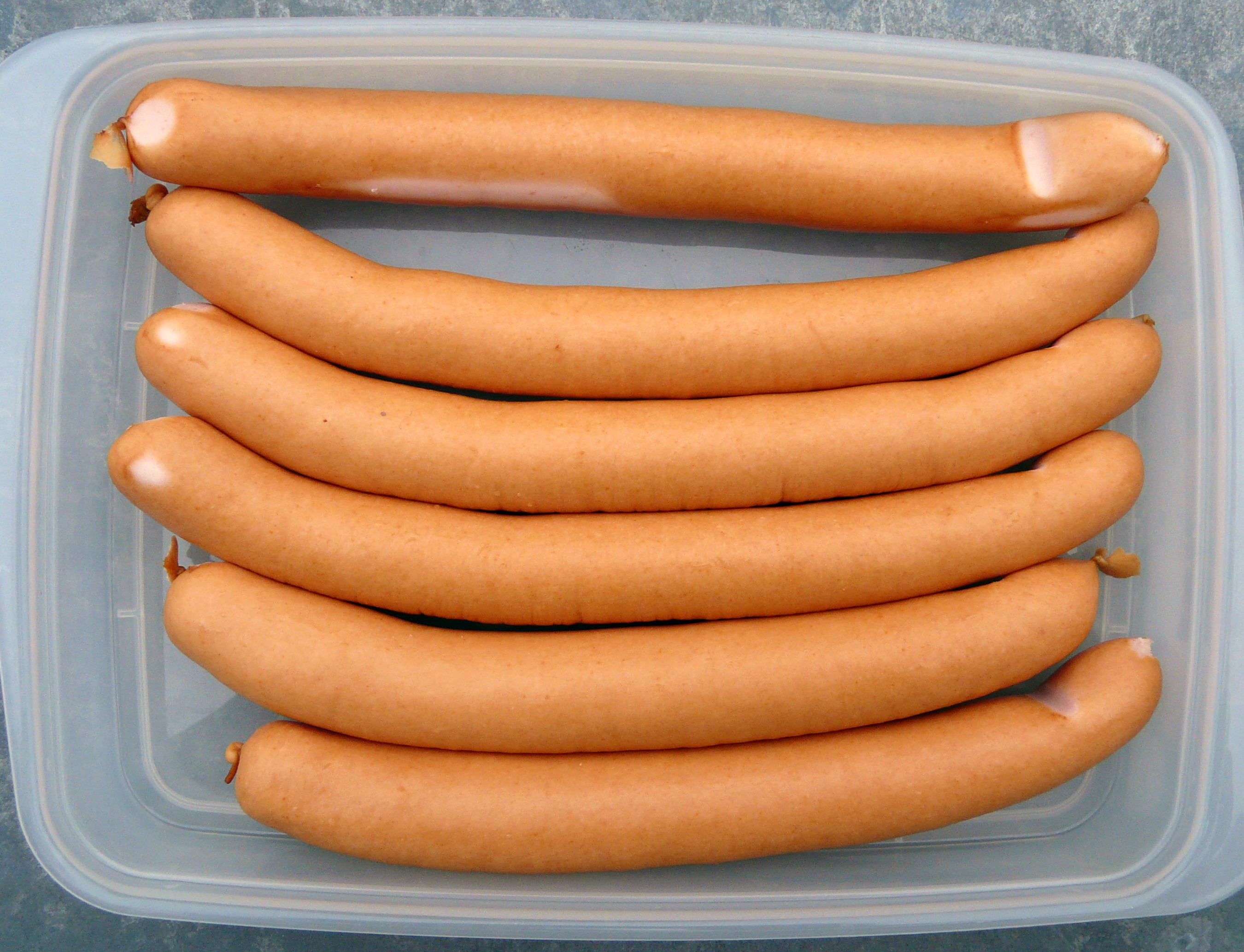
Wiener Wuerstchen

### Kochwurst

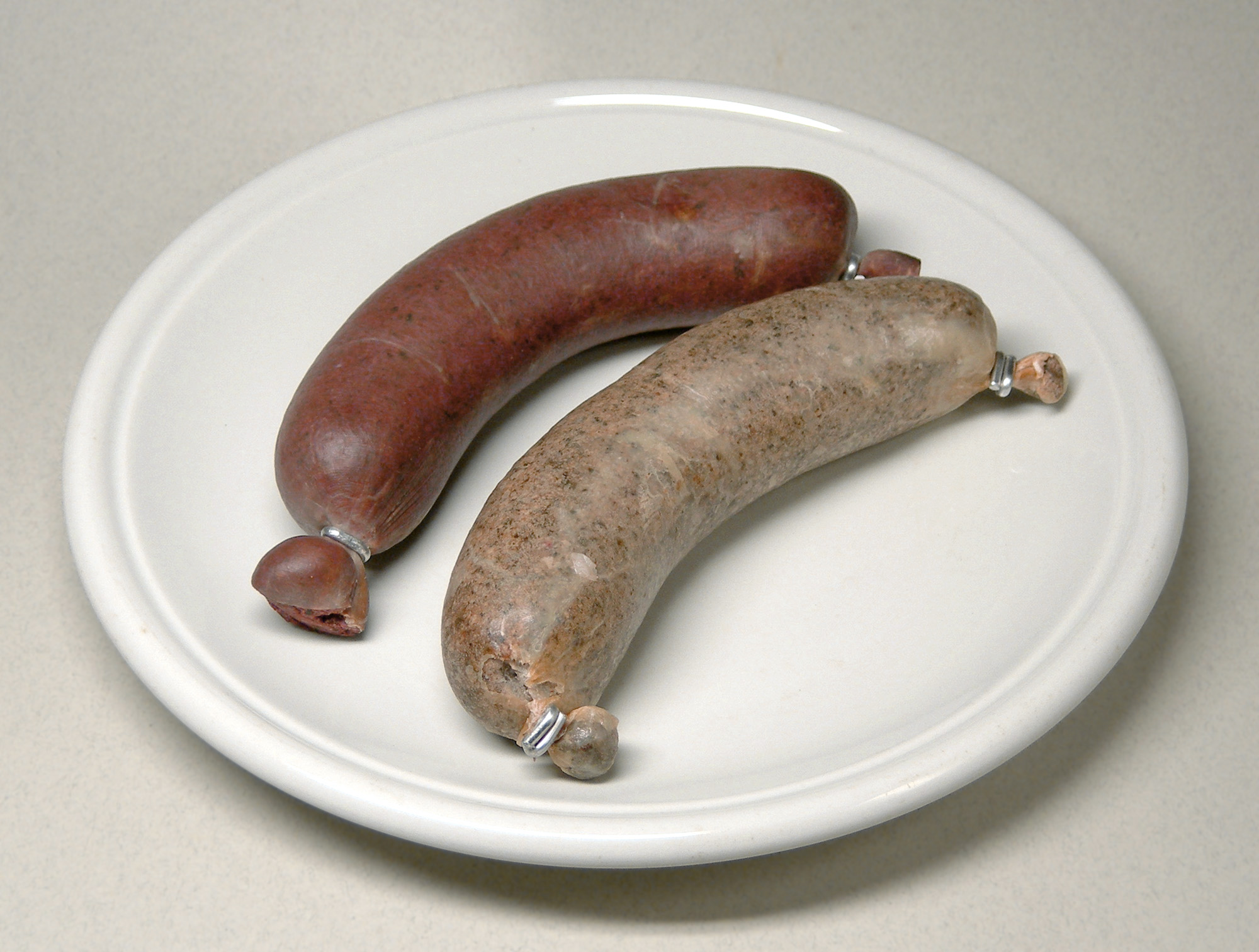
Portionierte Grützwurst als Blut- und Leberwurst

#### Kochstreichwurst

##### Leberwurst

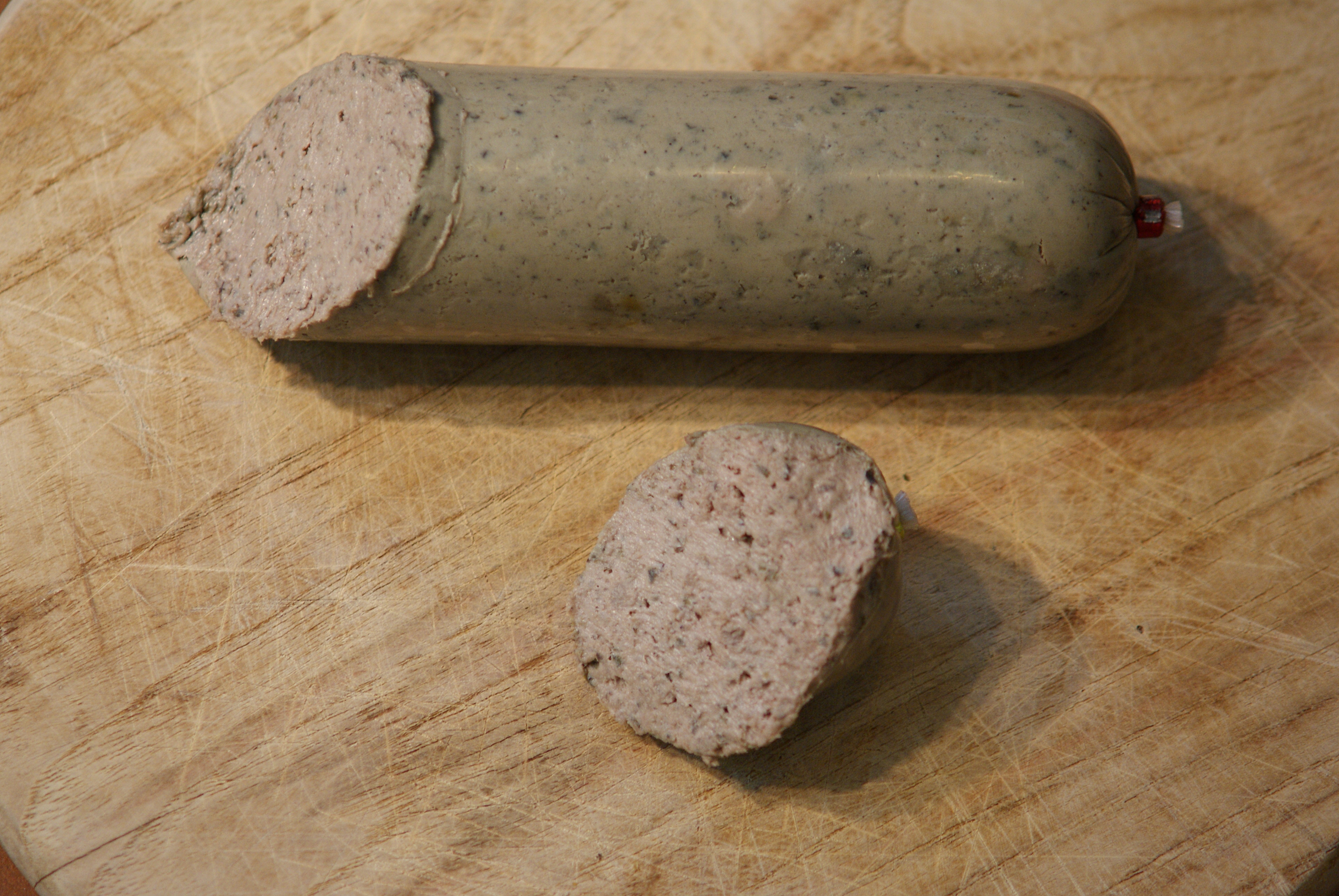
Pfälzer Leberwurst

### Rohwurst

#### Cabanossi

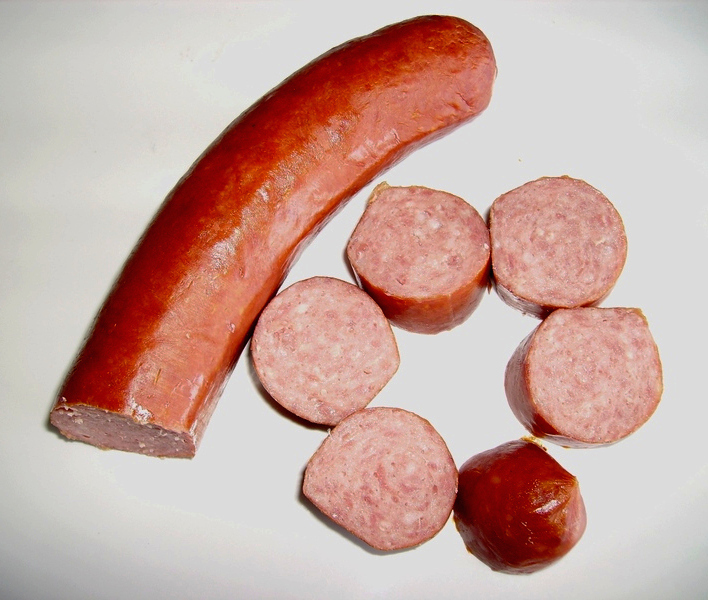
Cabanossi

#### Chorizo

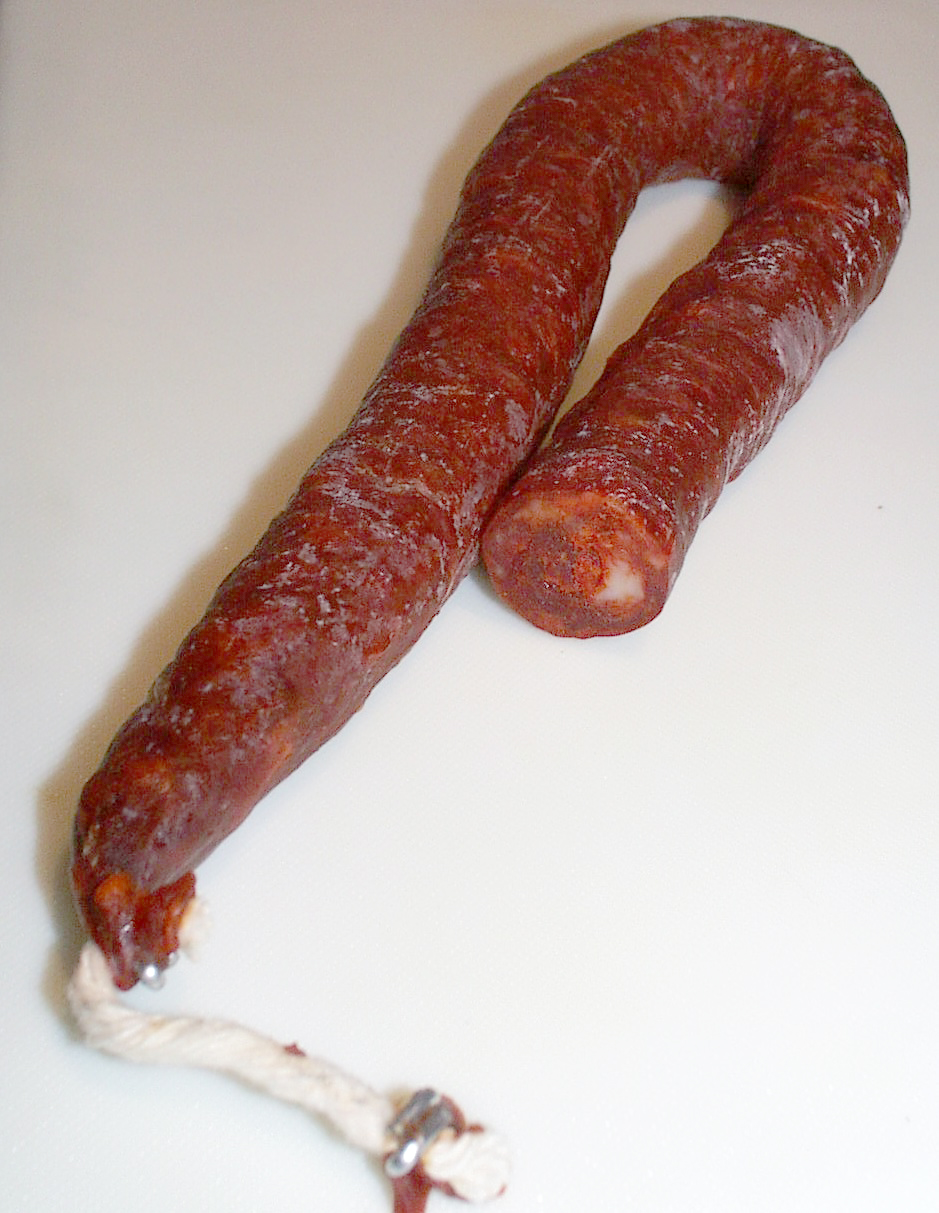
Chorizo

#### Droëwors

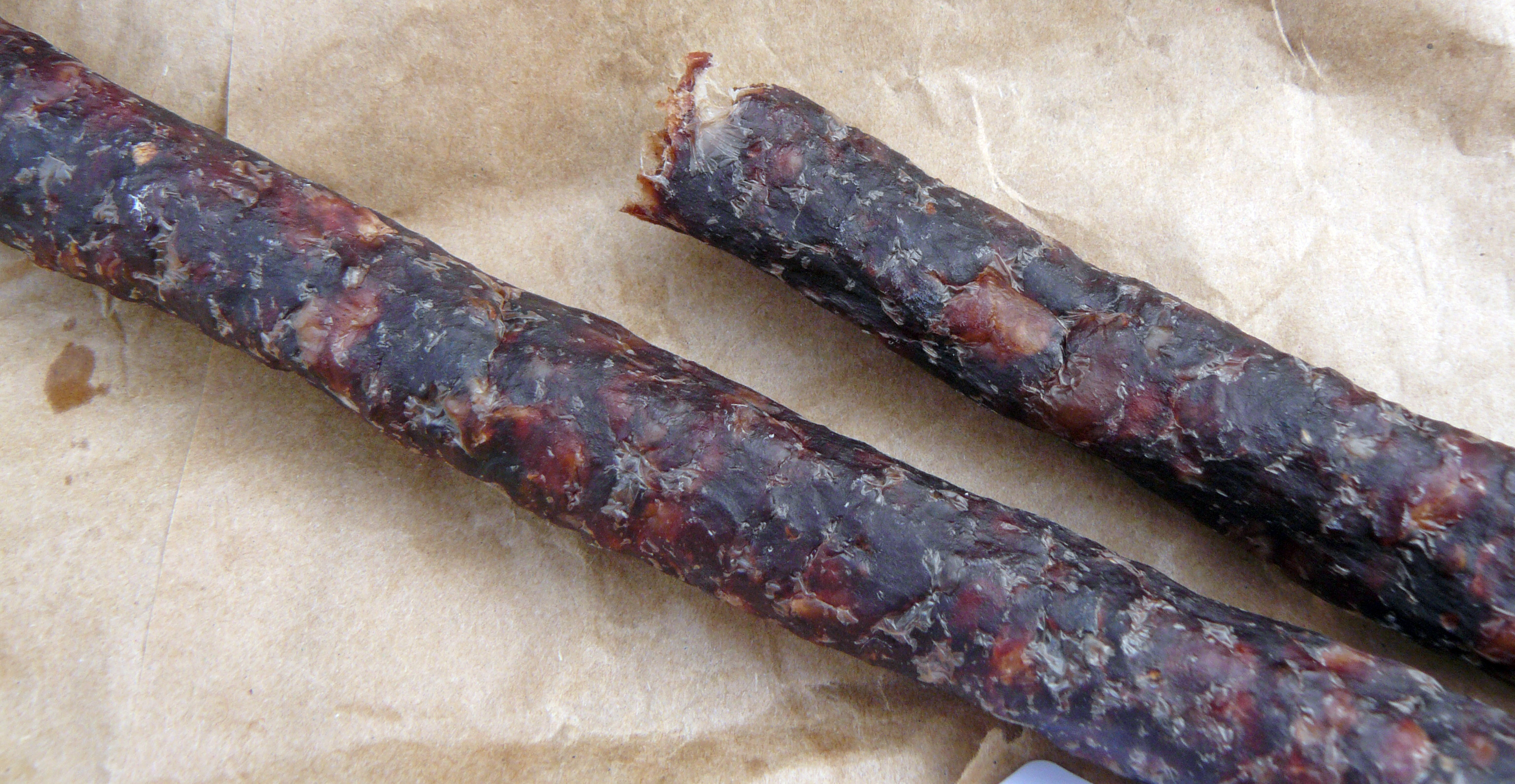
Droëwors

#### Landjäger

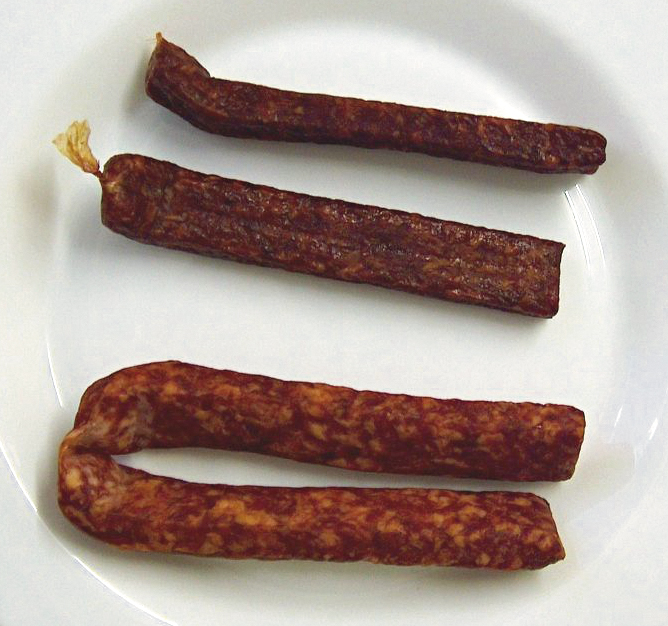
Landjäger

#### Sucuk

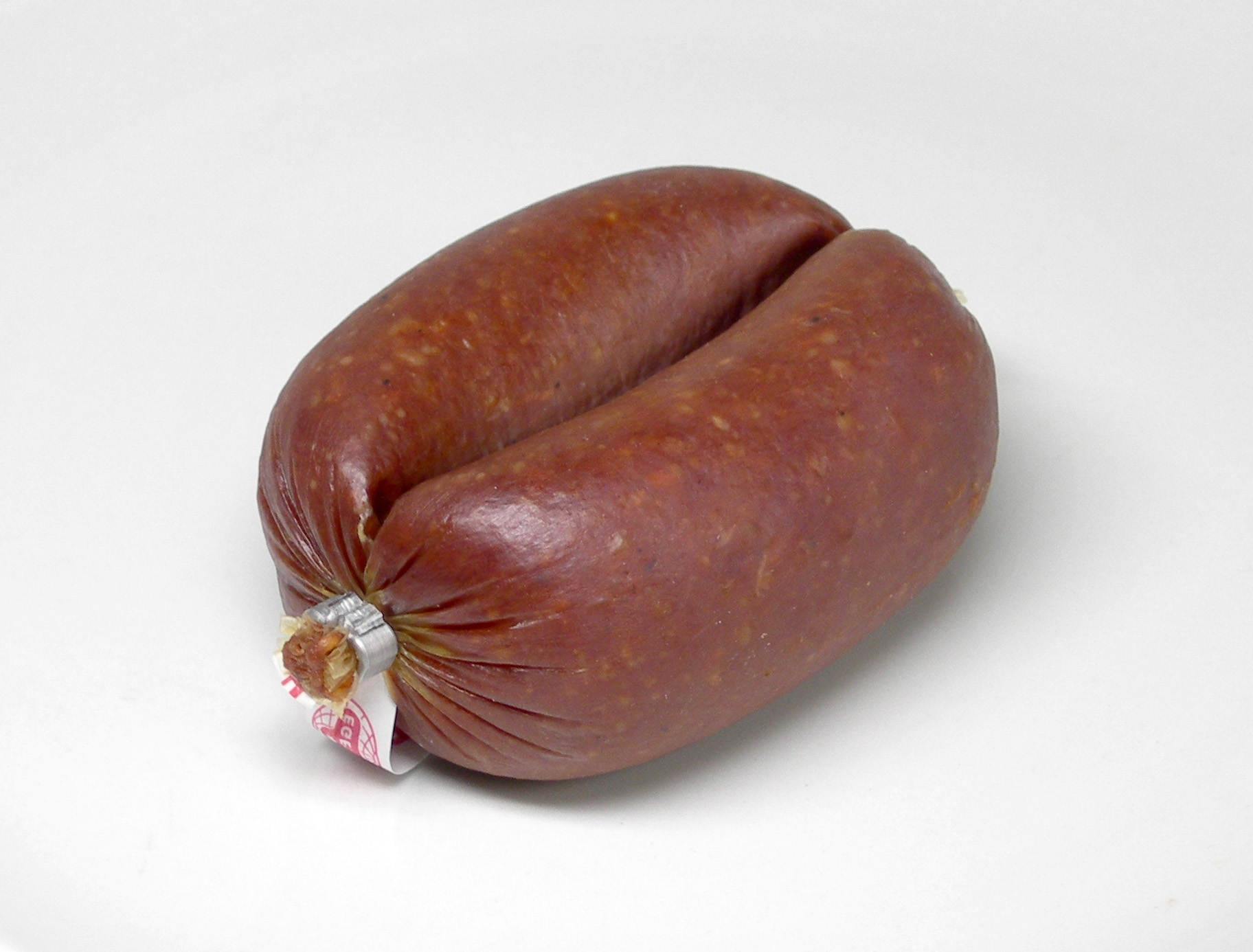
Sucuk

#### Wattwurm

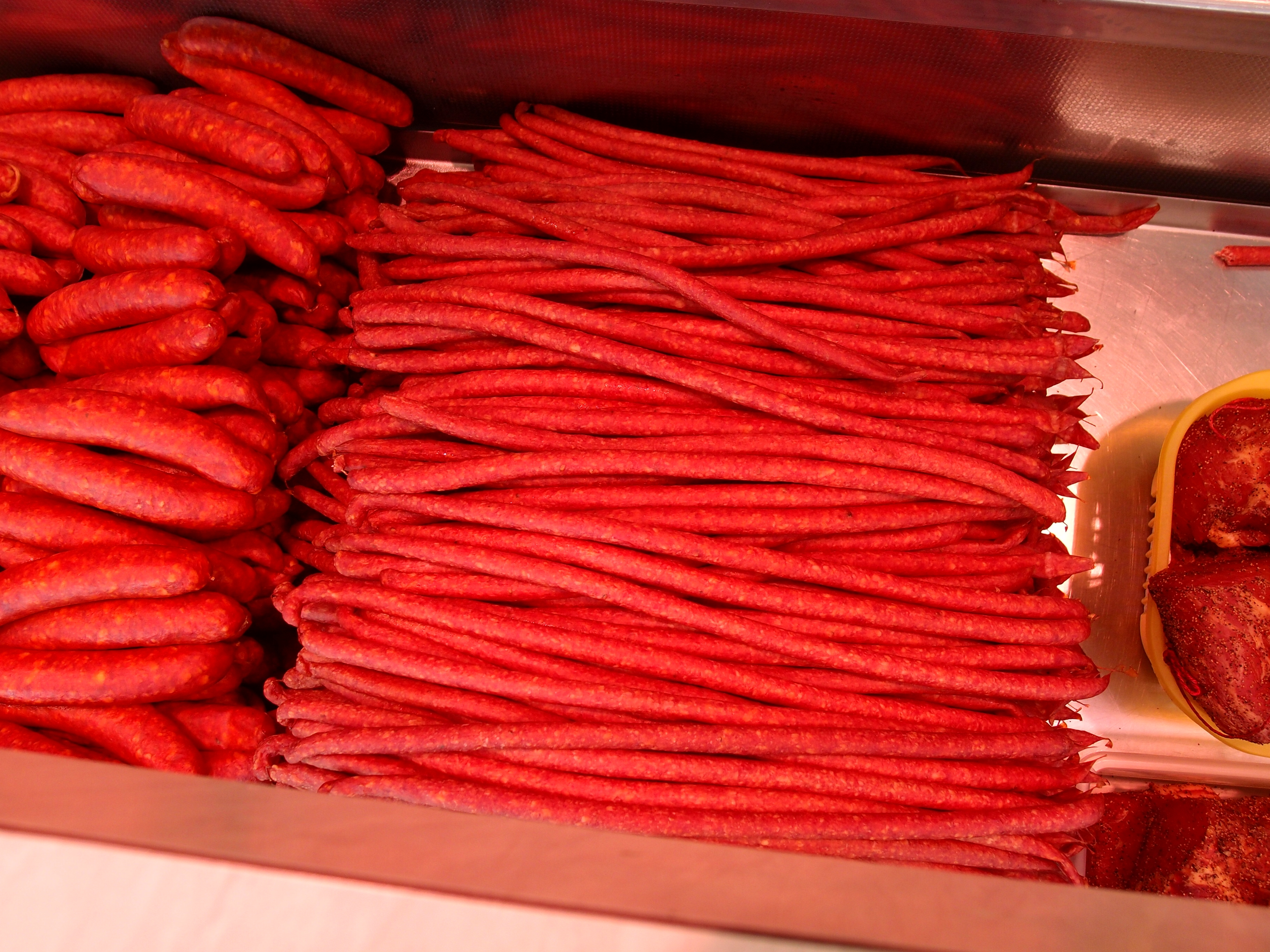
Wattwurm

## Würstchen nach Ursprungsland

### Korea

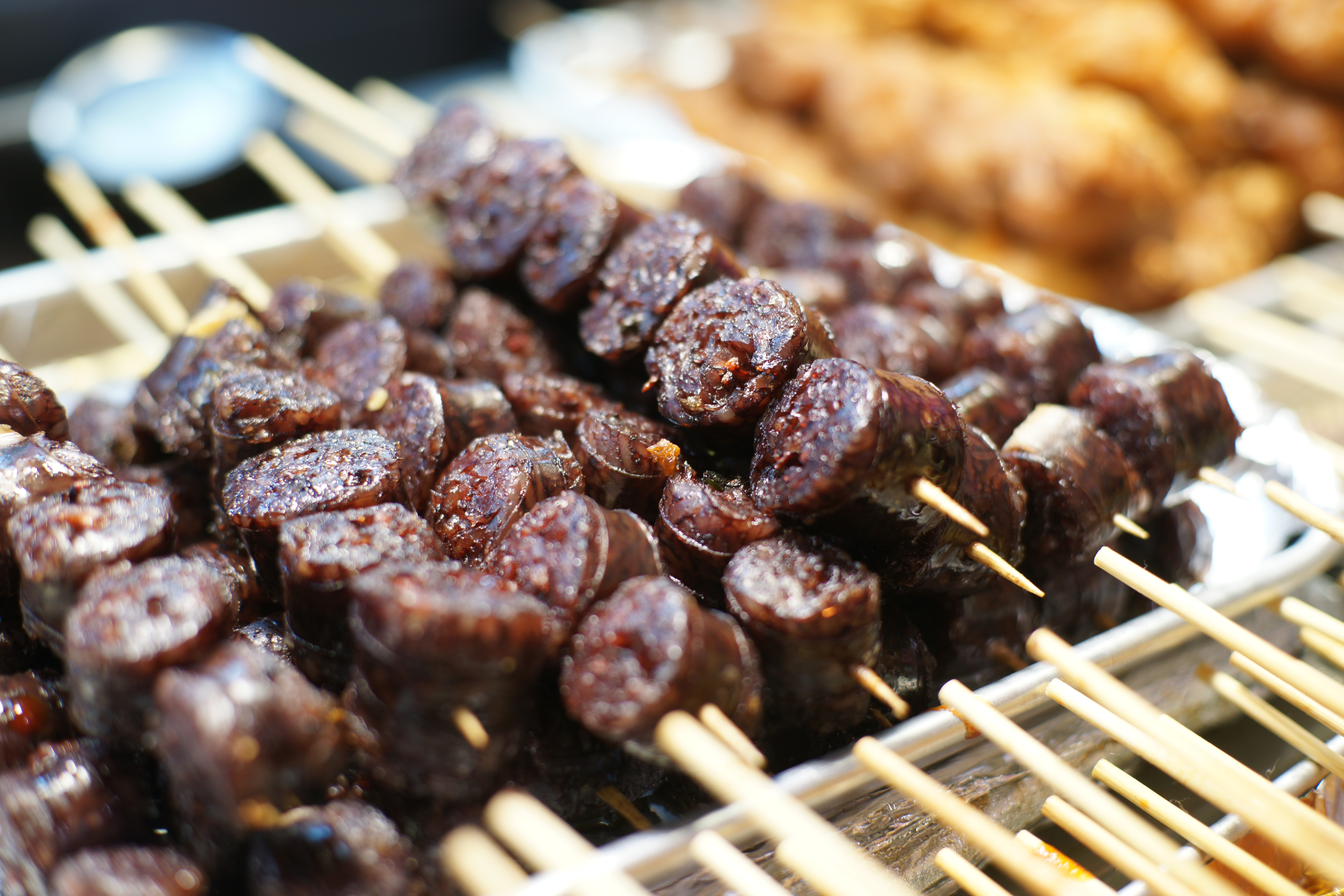
Sundae, koreanische Blutwurst

### Österreich

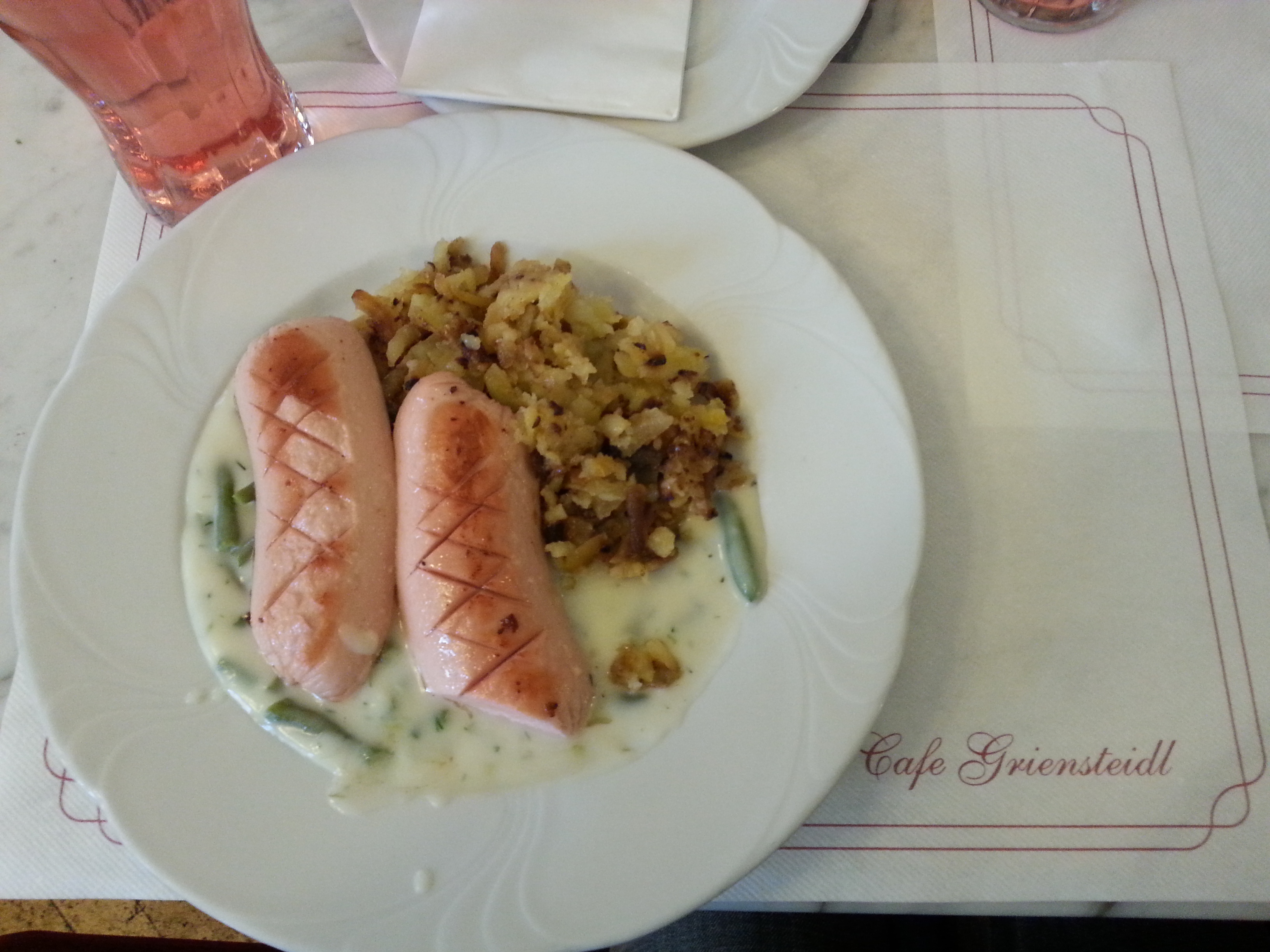
Augsburger im Wiener Café Griensteidl
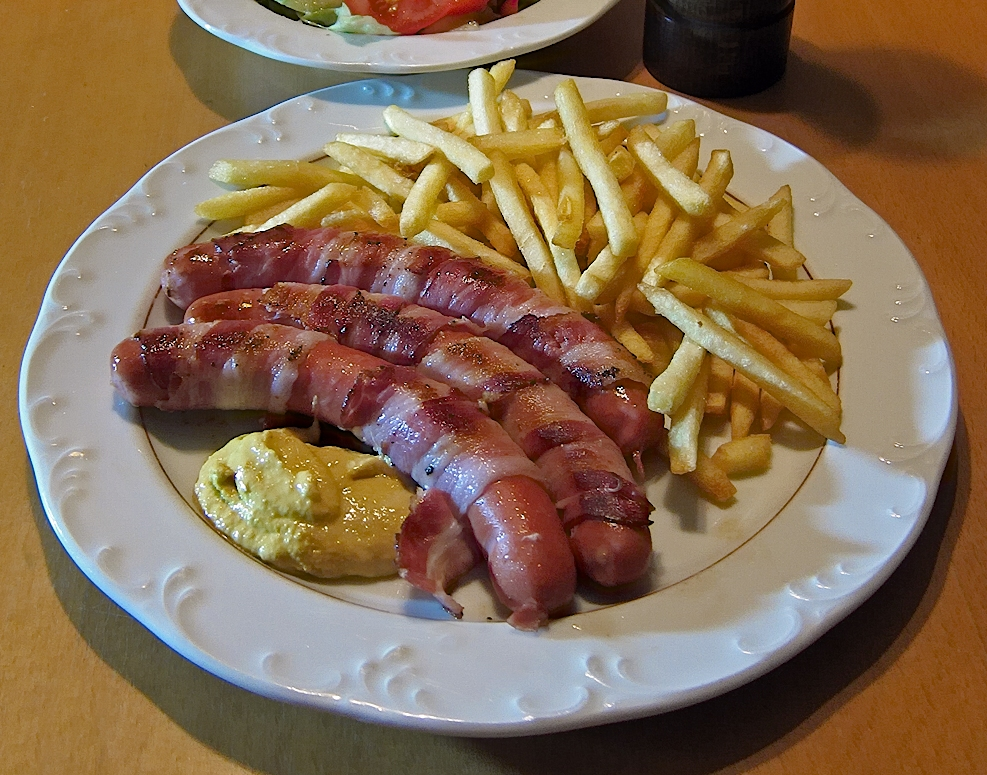
Berner Würstel mit Pommes frites
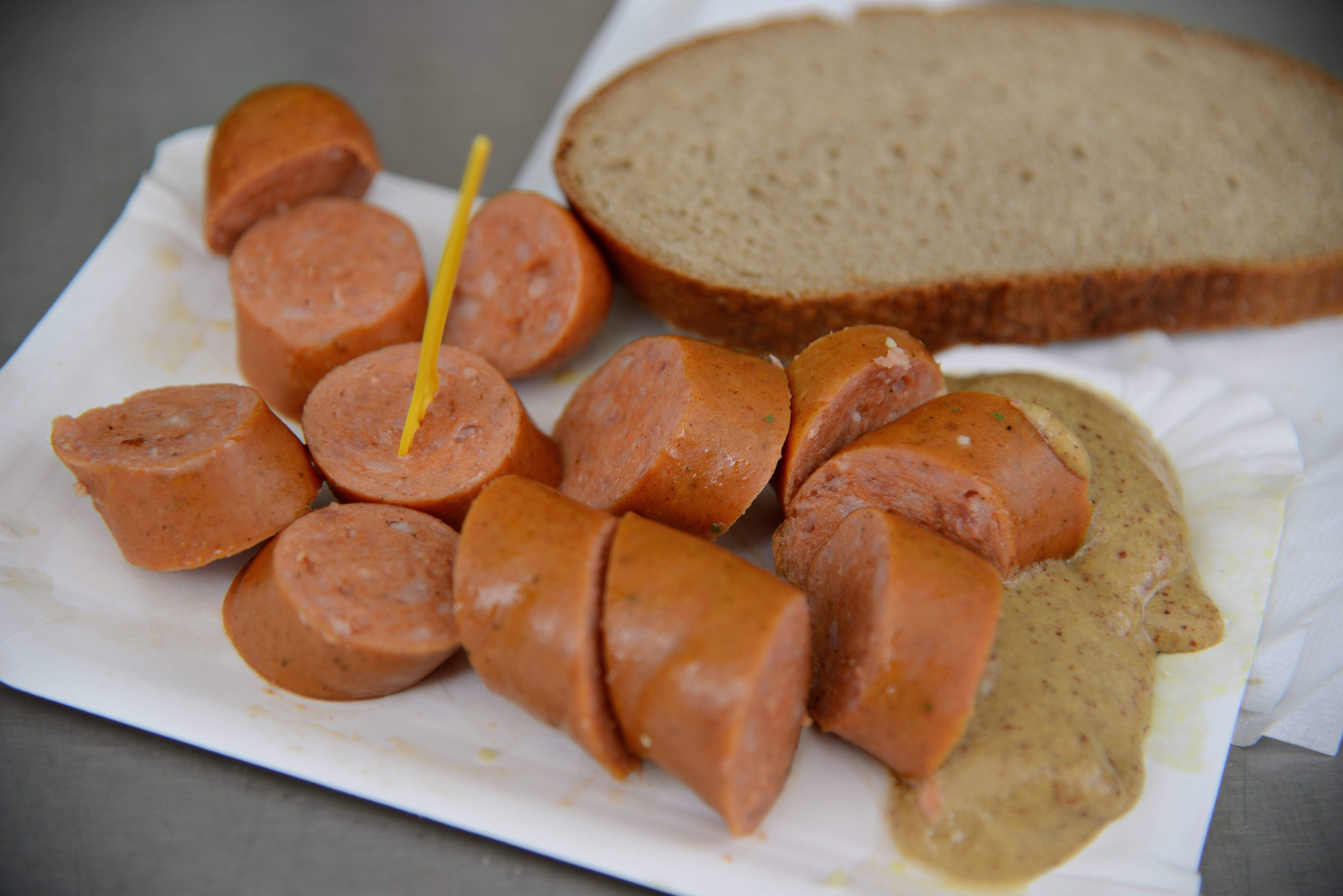
Burenwurst mit süßem Senf und Brot
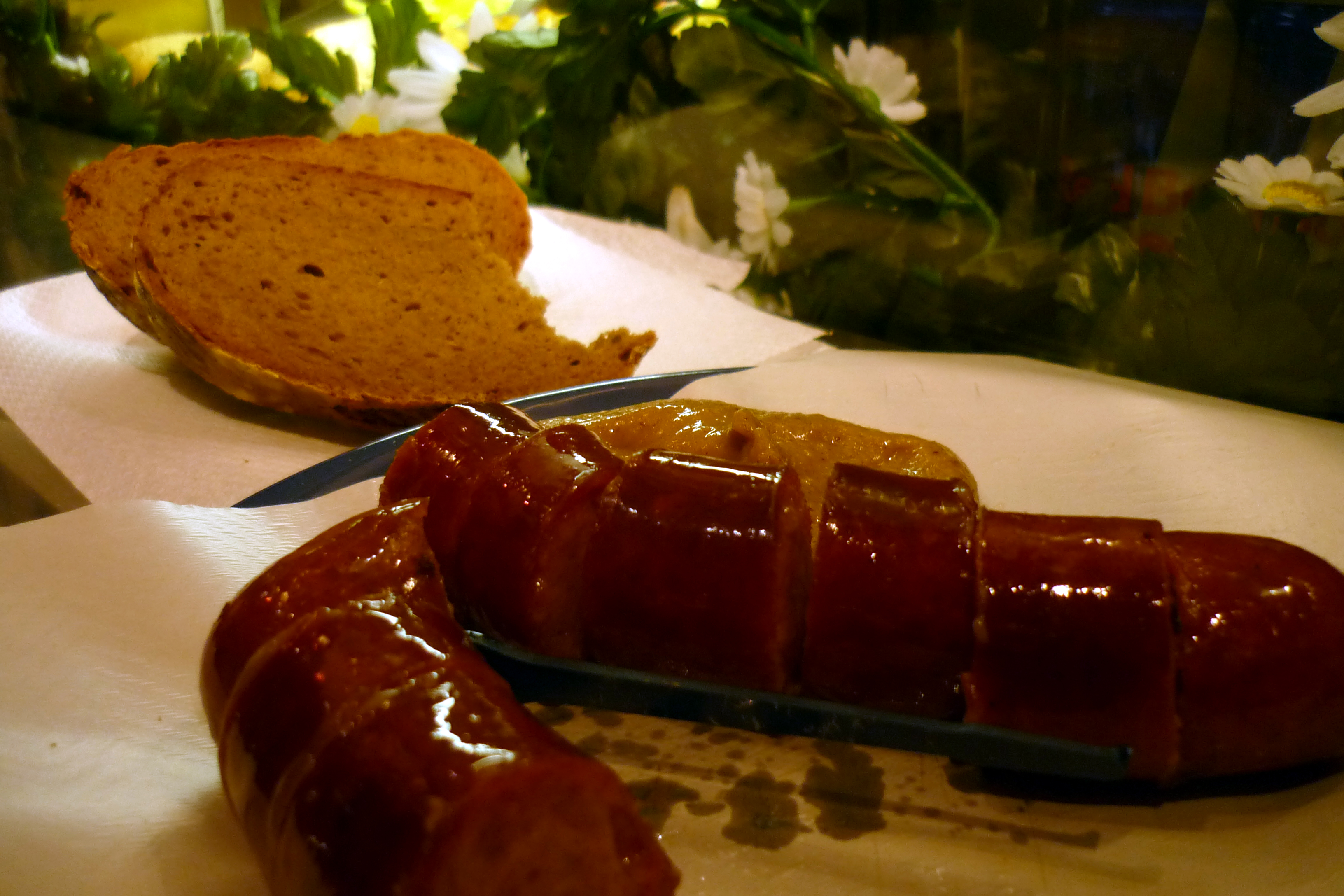
Käsekrainer mit süßem Senf und Brot
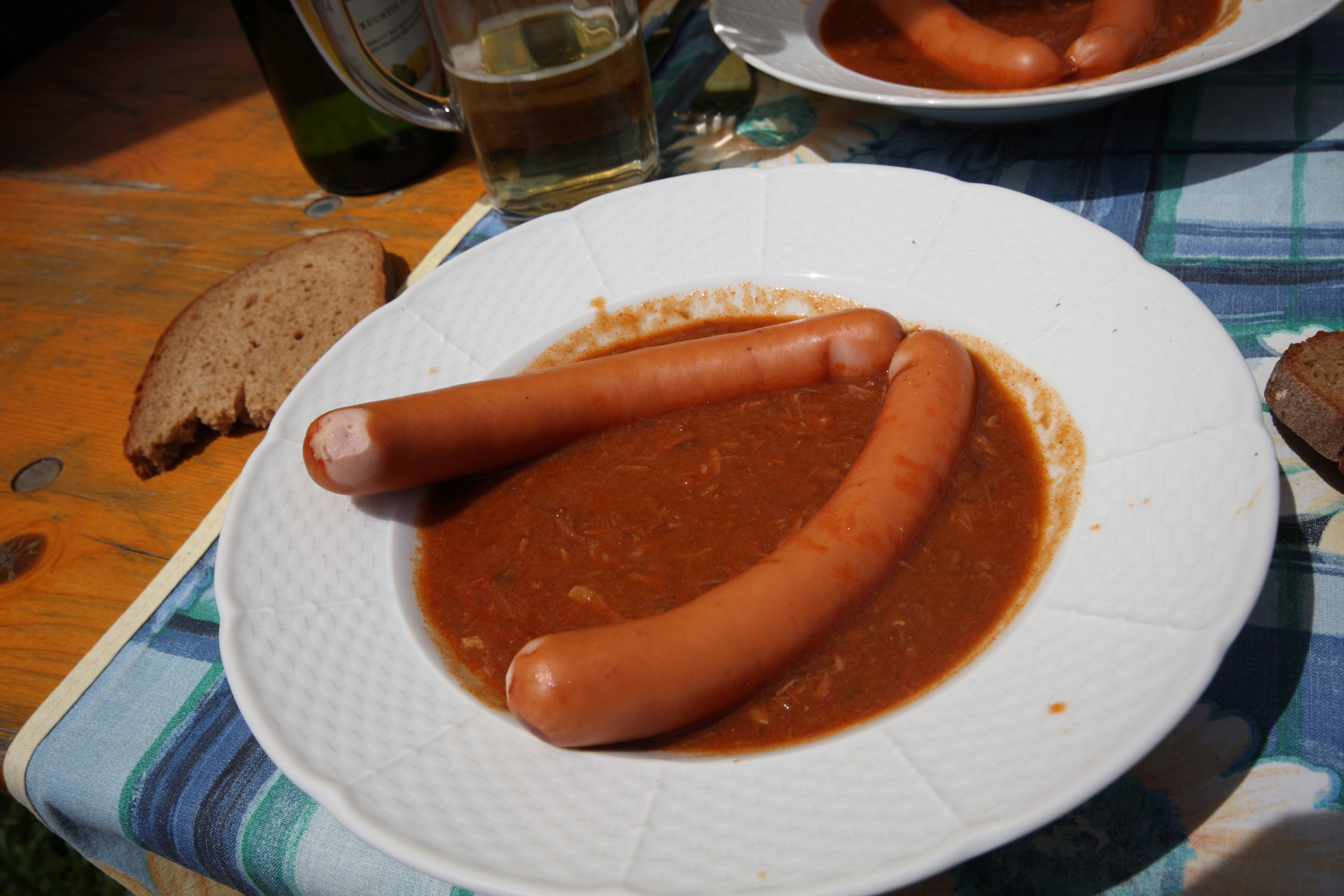
Würstel mit Saft in Kitzbühel

### Polen

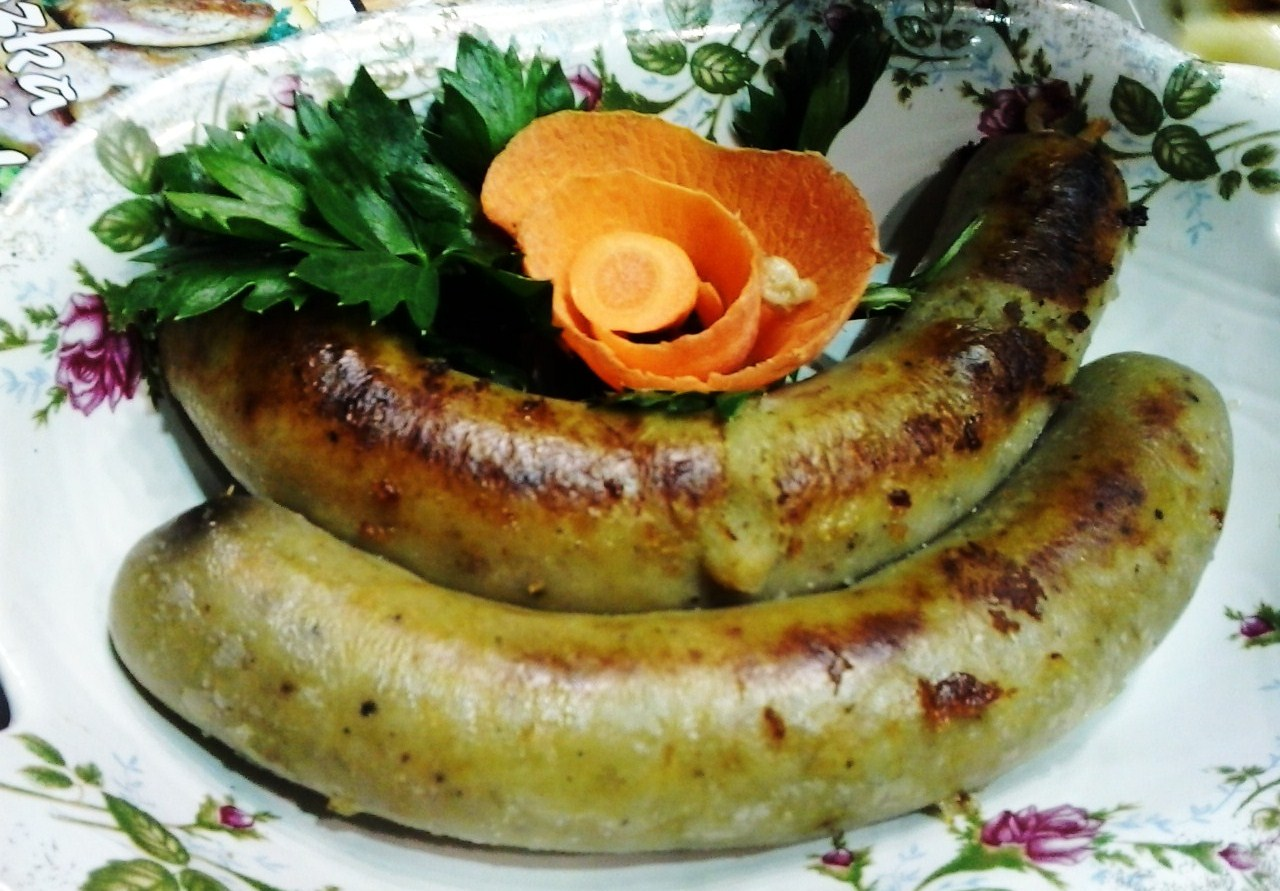
Kiszka szwedzka

### Schweiz

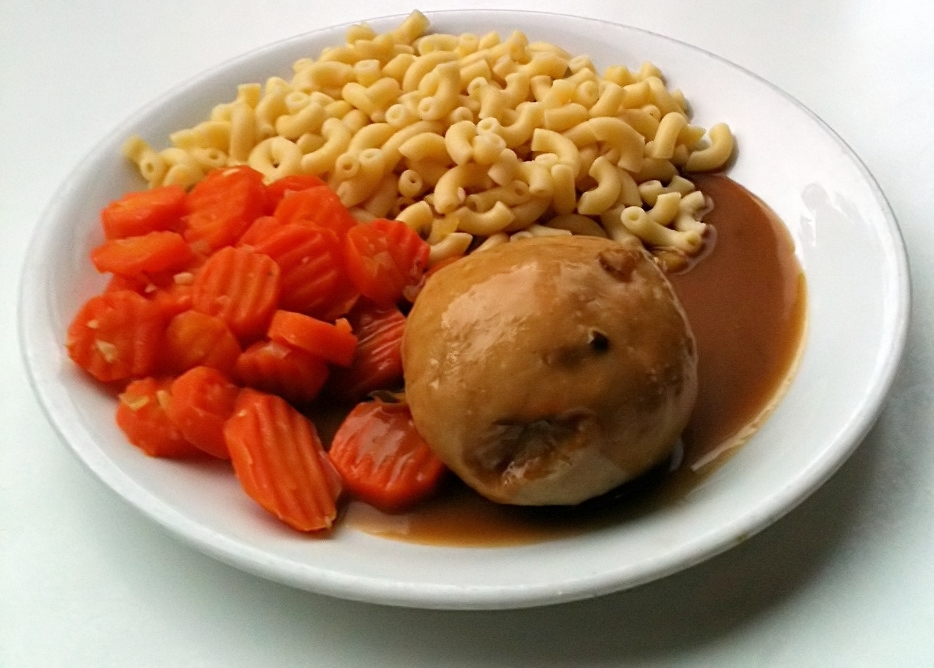
Adrio mit Hörnli und Rüebli
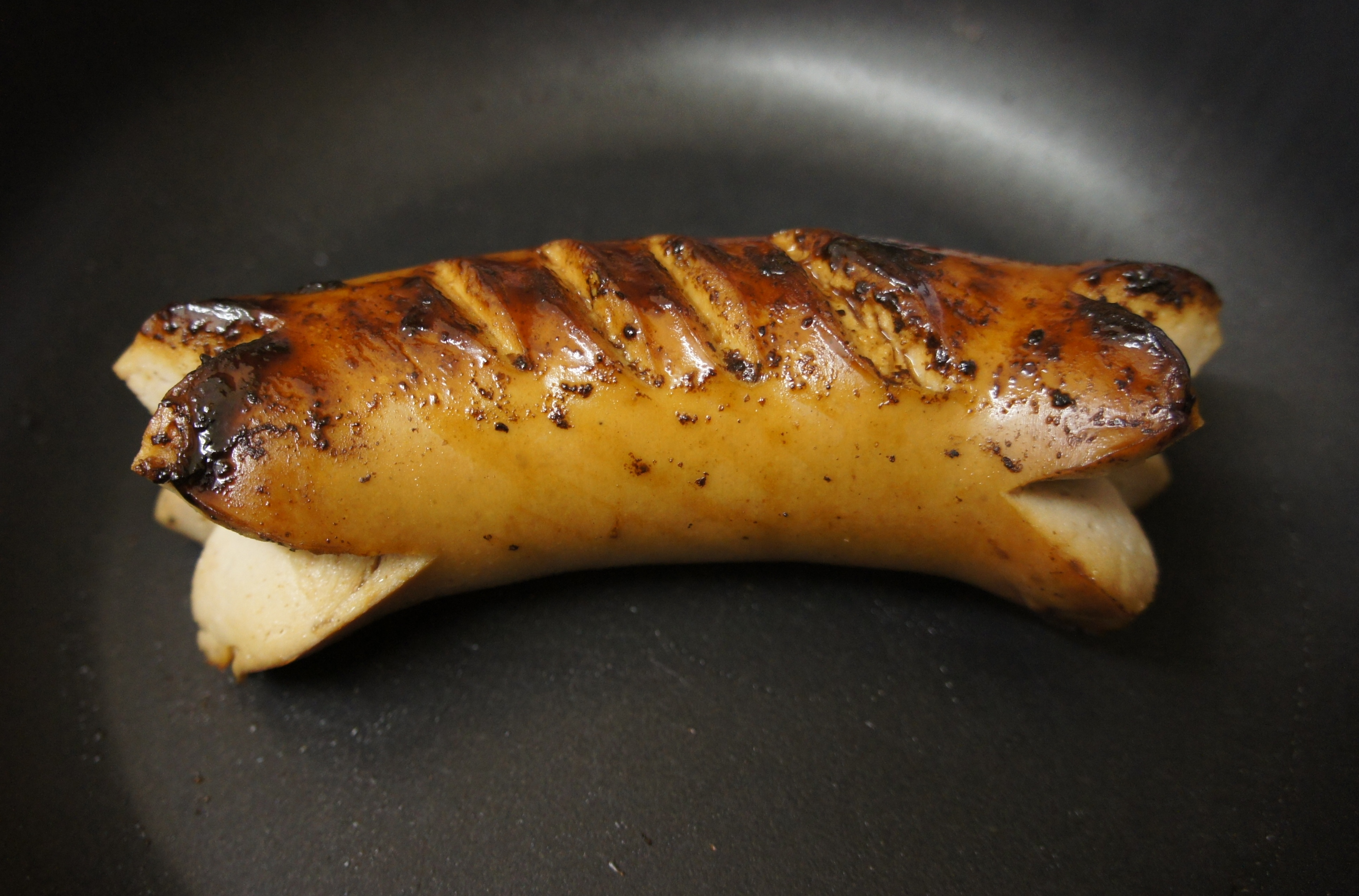
Cervelat in einer Bratpfanne
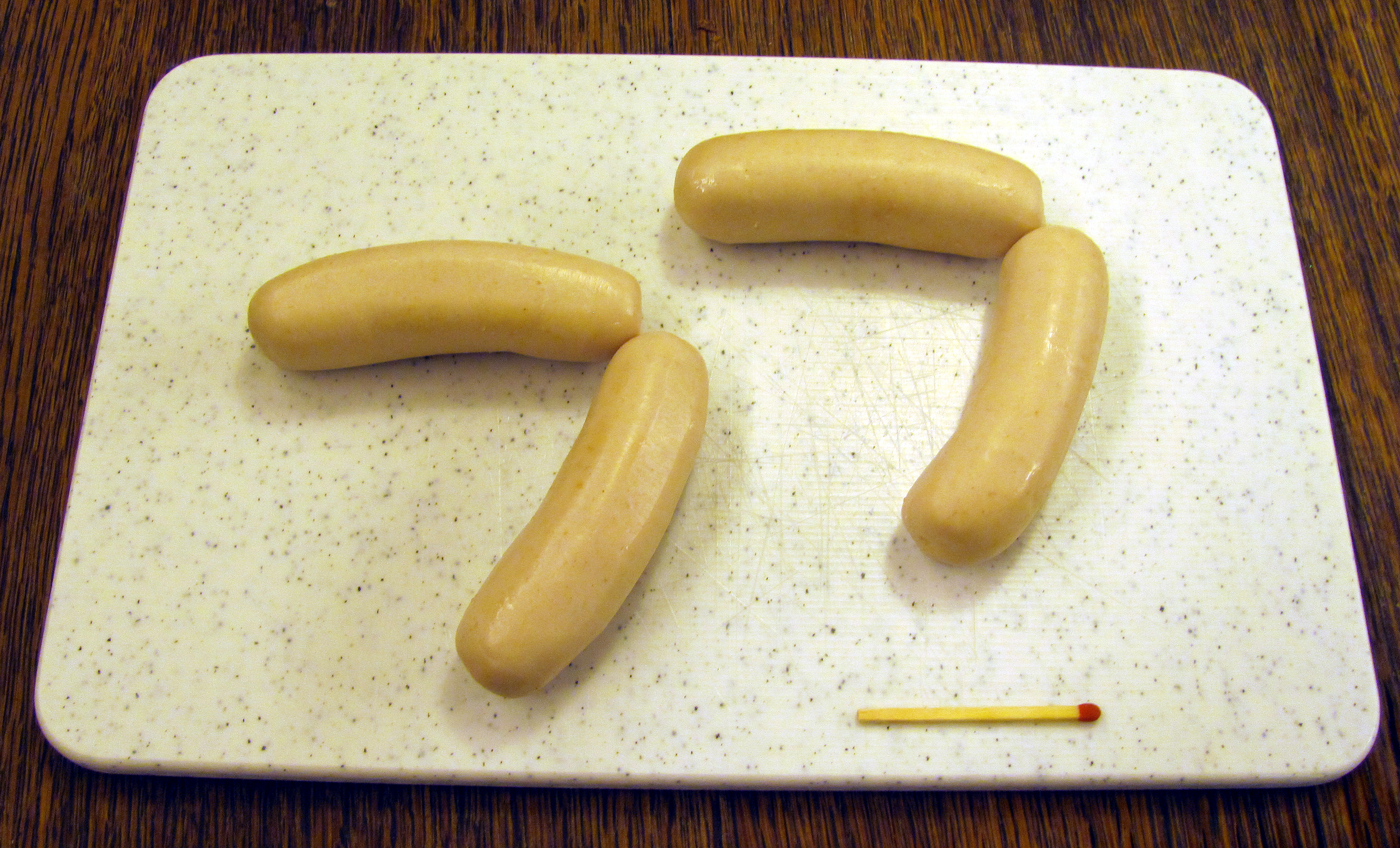
Ungebratene Cipollata
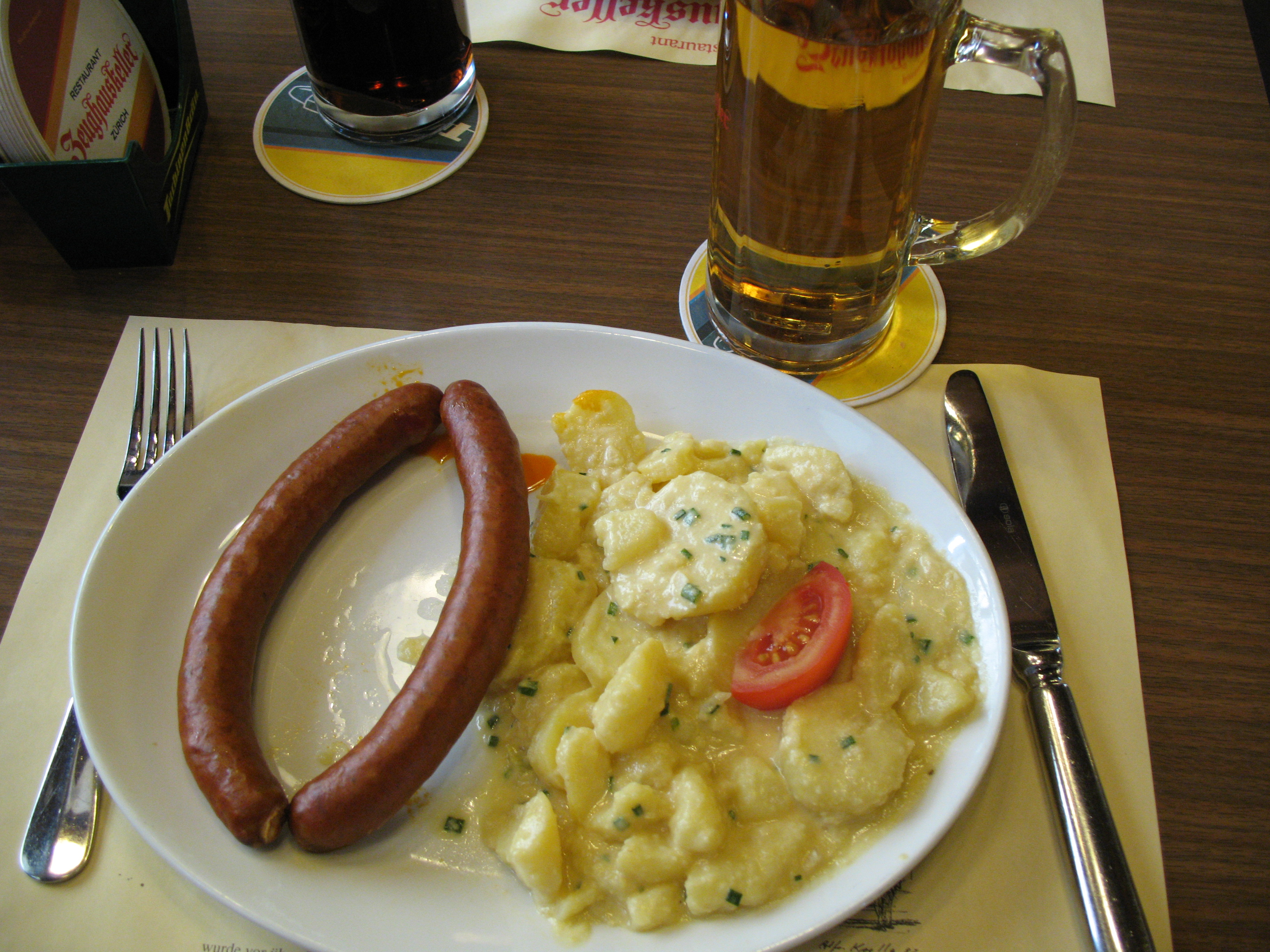
Paprikawurst mit Kartoffeln
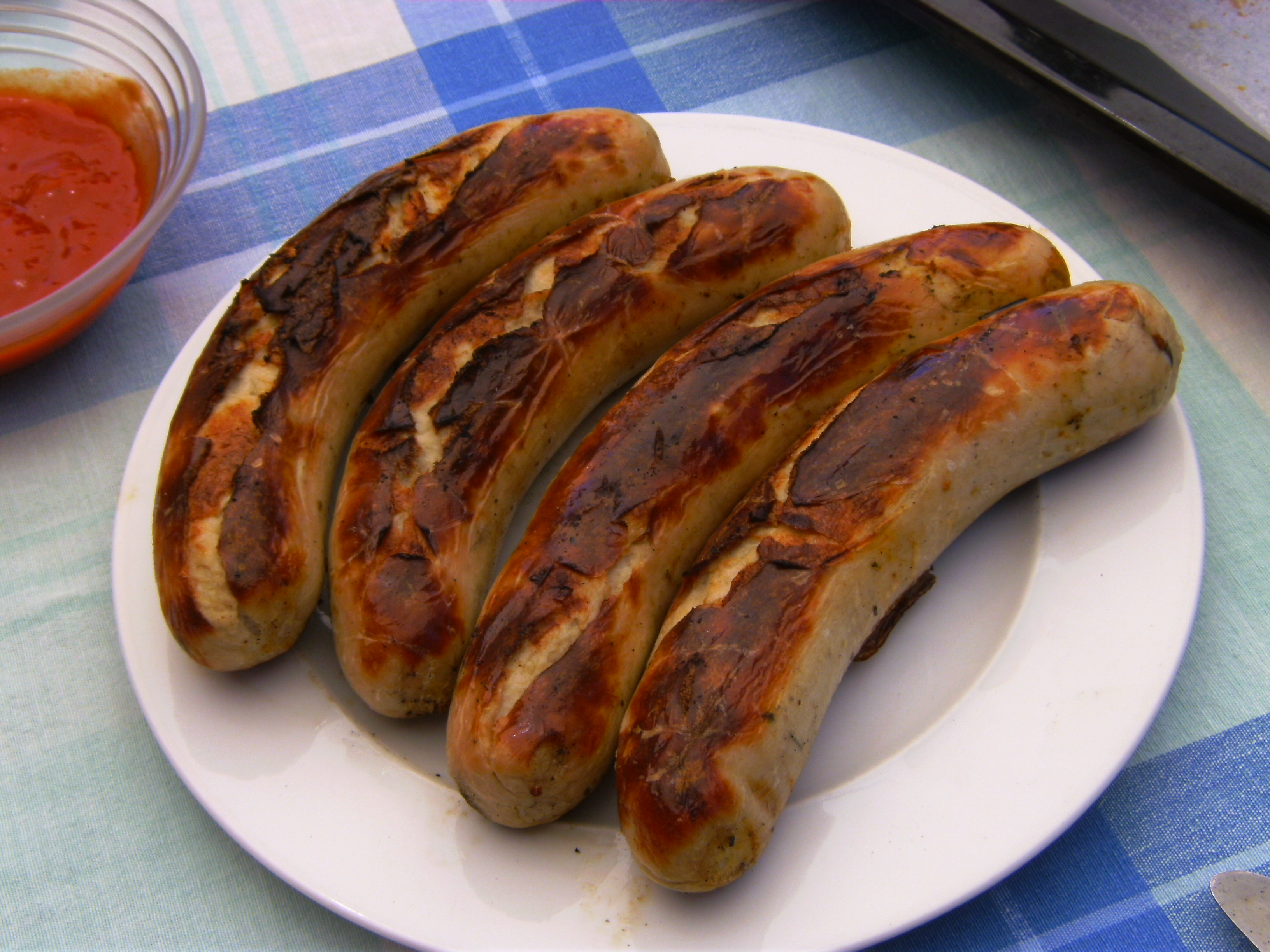
St. Galler Olma-Bratwürste
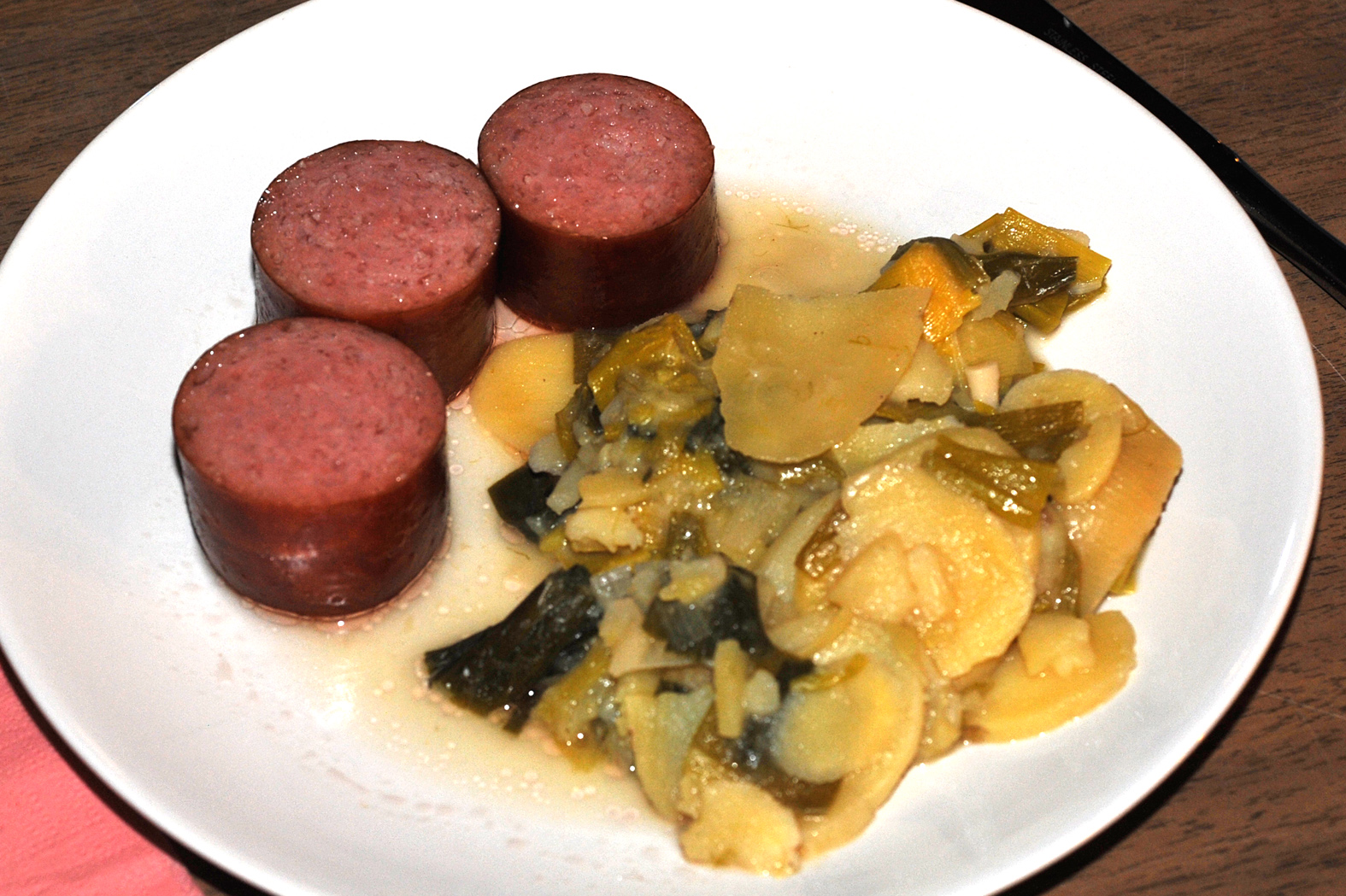
Treberwurst mit Lauch-Kartoffel-Gemüse

### Südafrika

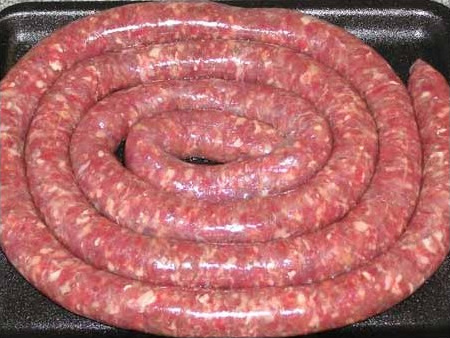
Rohe Boerewors

## Speisen mit Würstchen

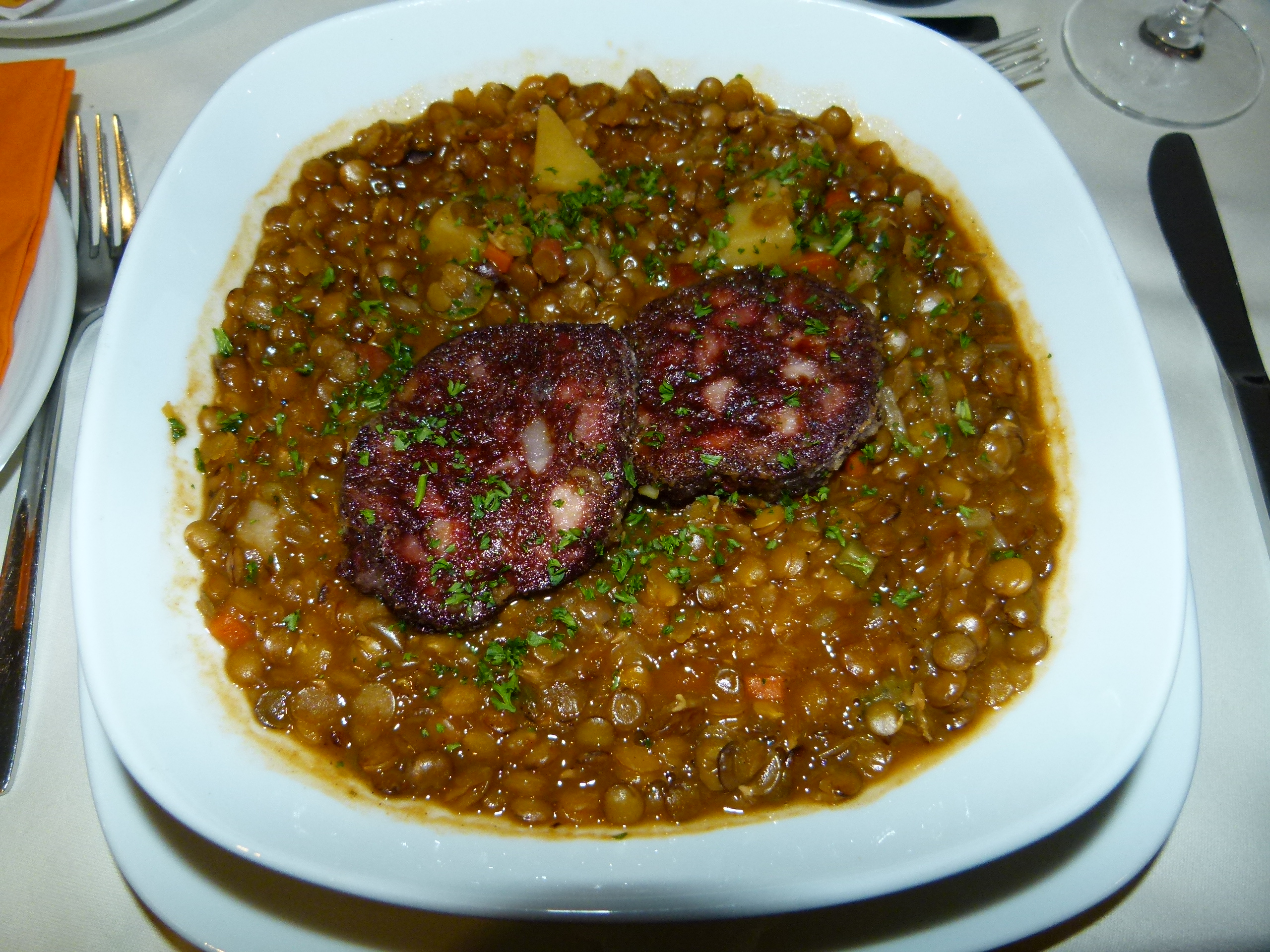
Linseneintopf mit Blutwurst
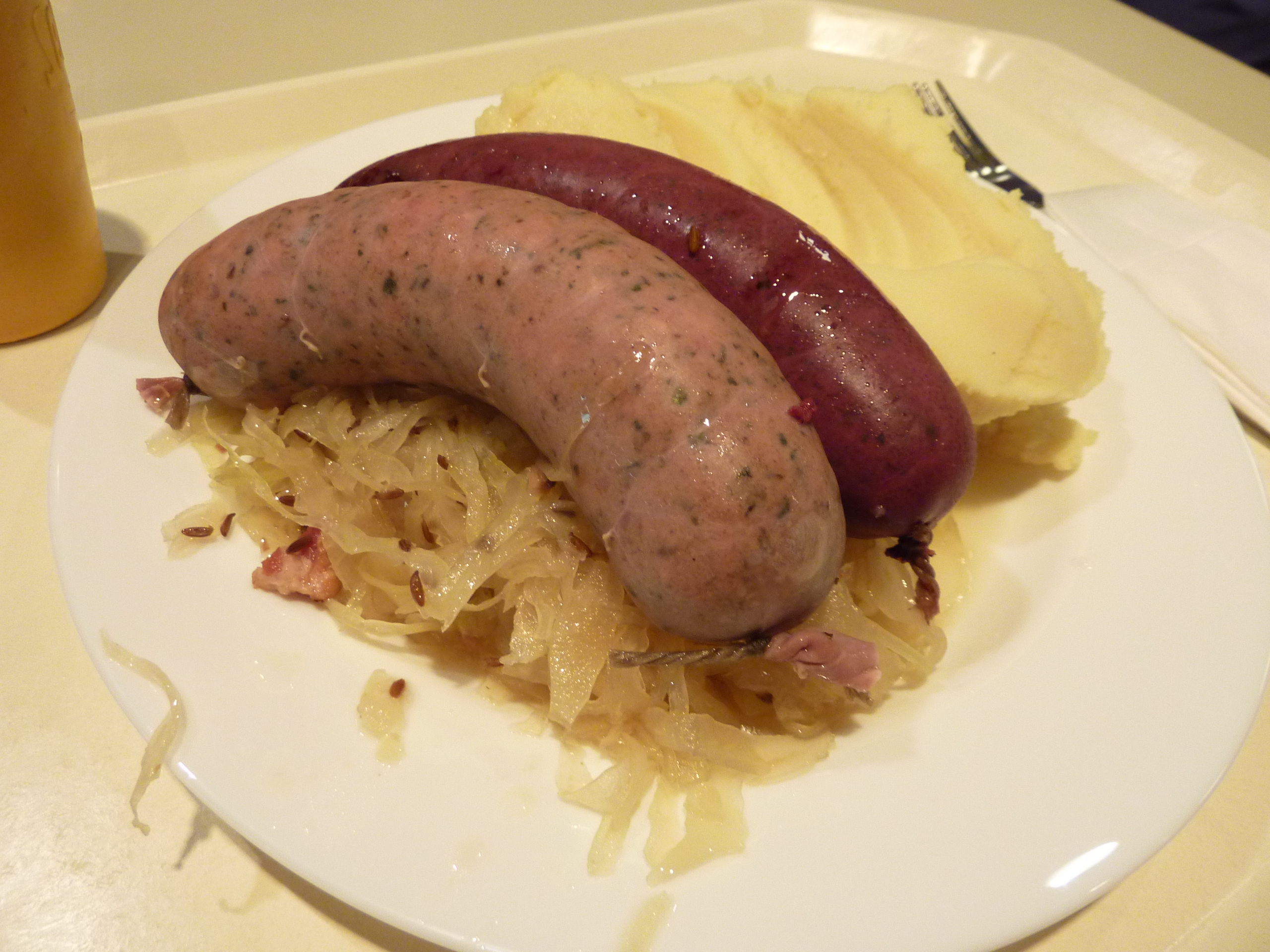
Blut- und Leberwurst mit Sauerkraut und Kartoffelpüree
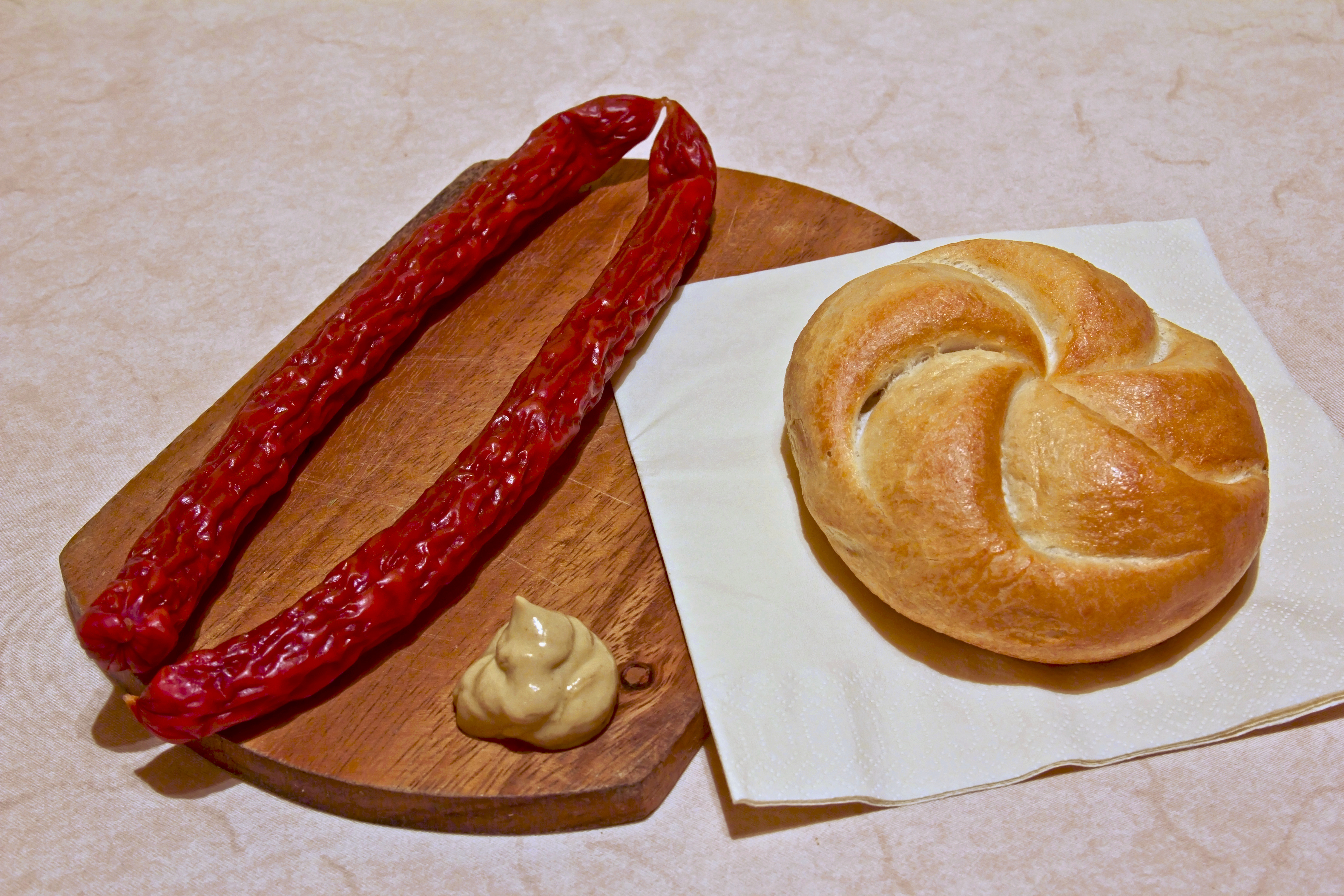
Cabanossi mit Senf und Brötchen

### Deutschland

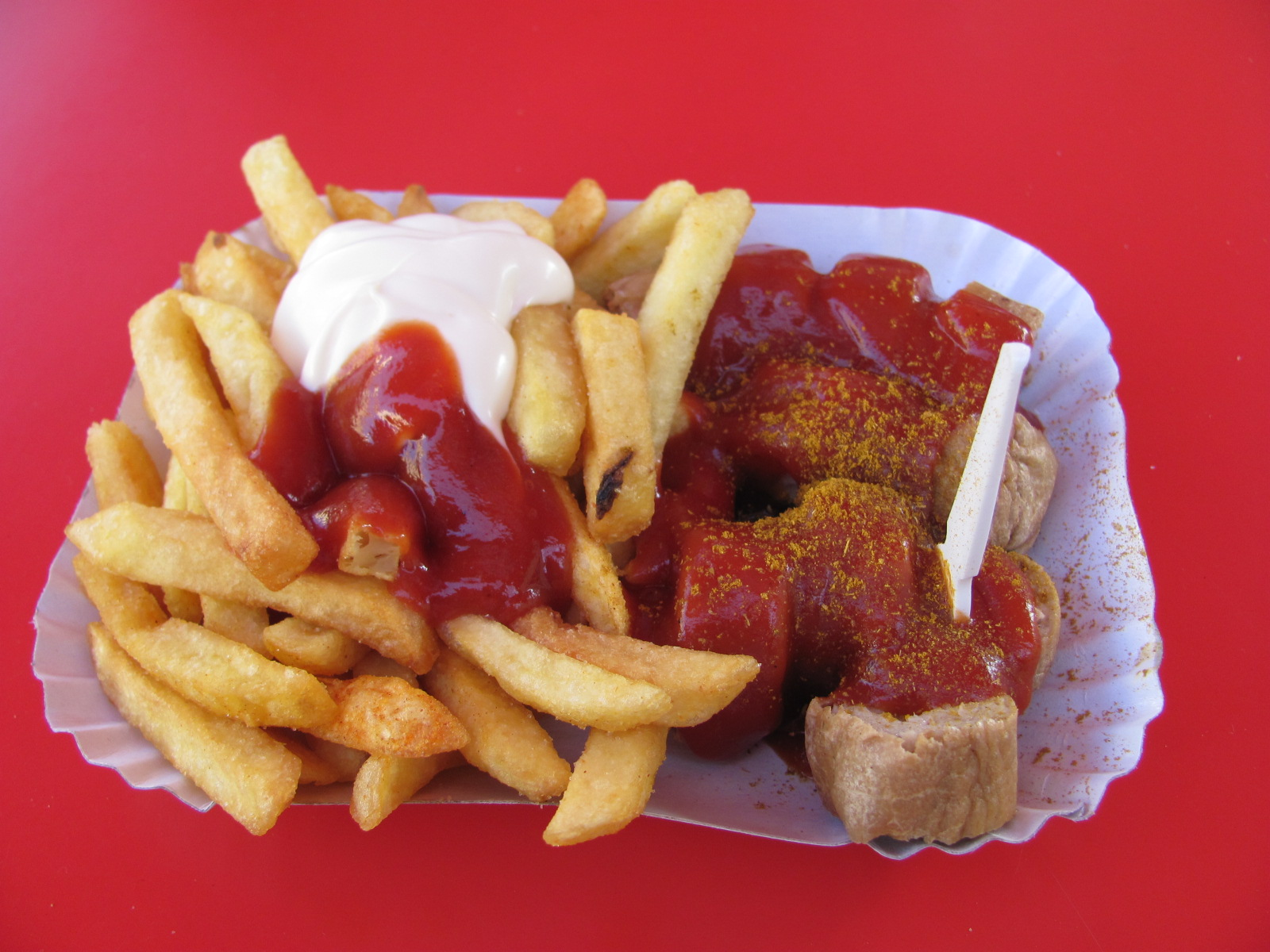
Currywurst mit Pommes frites
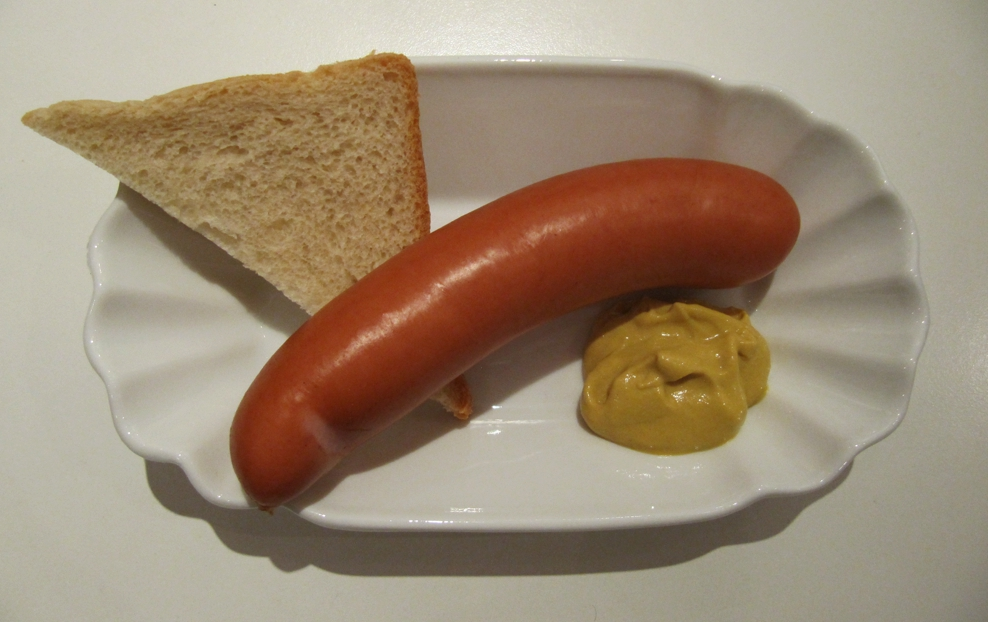
Hamburger Knackwurst mit Senf und Weißbrot
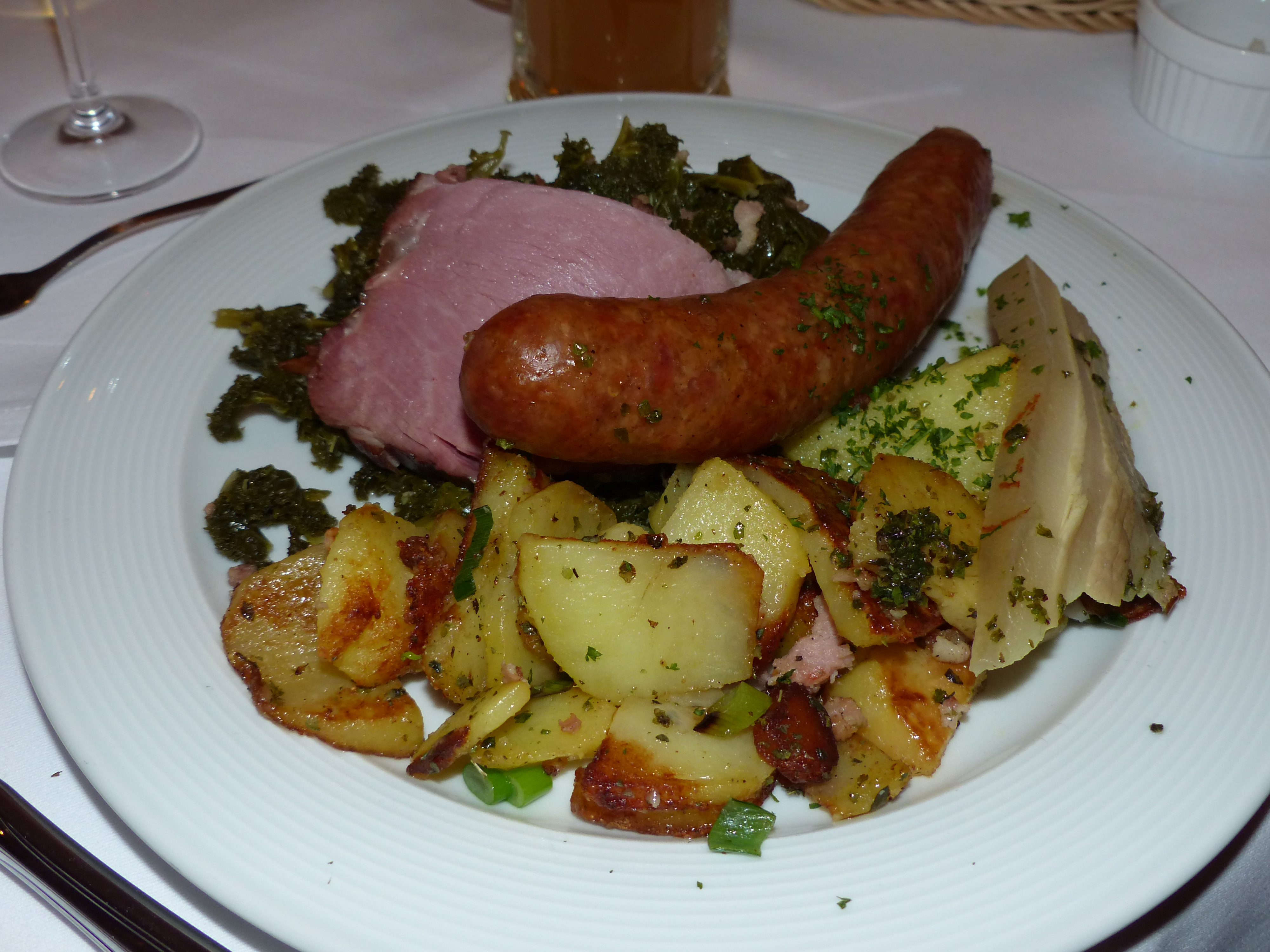
Grünkohl mit Pinkel, Kassler und Wellfleisch
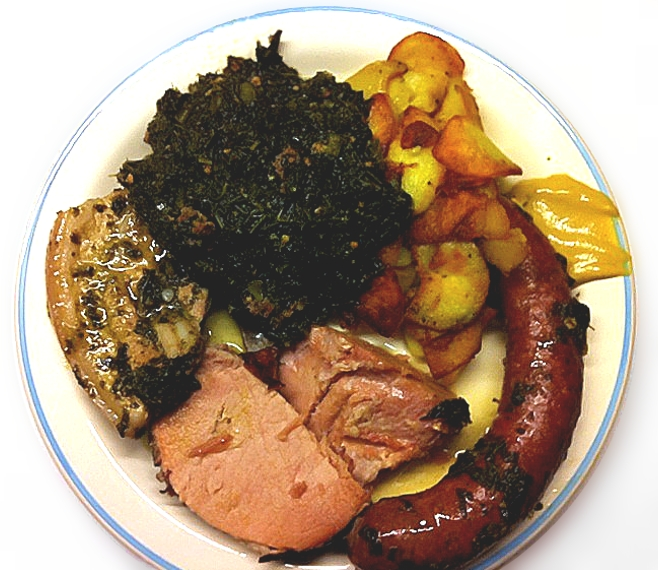
Grünkohl mit Mettwurst, Kassler und Wellfleisch
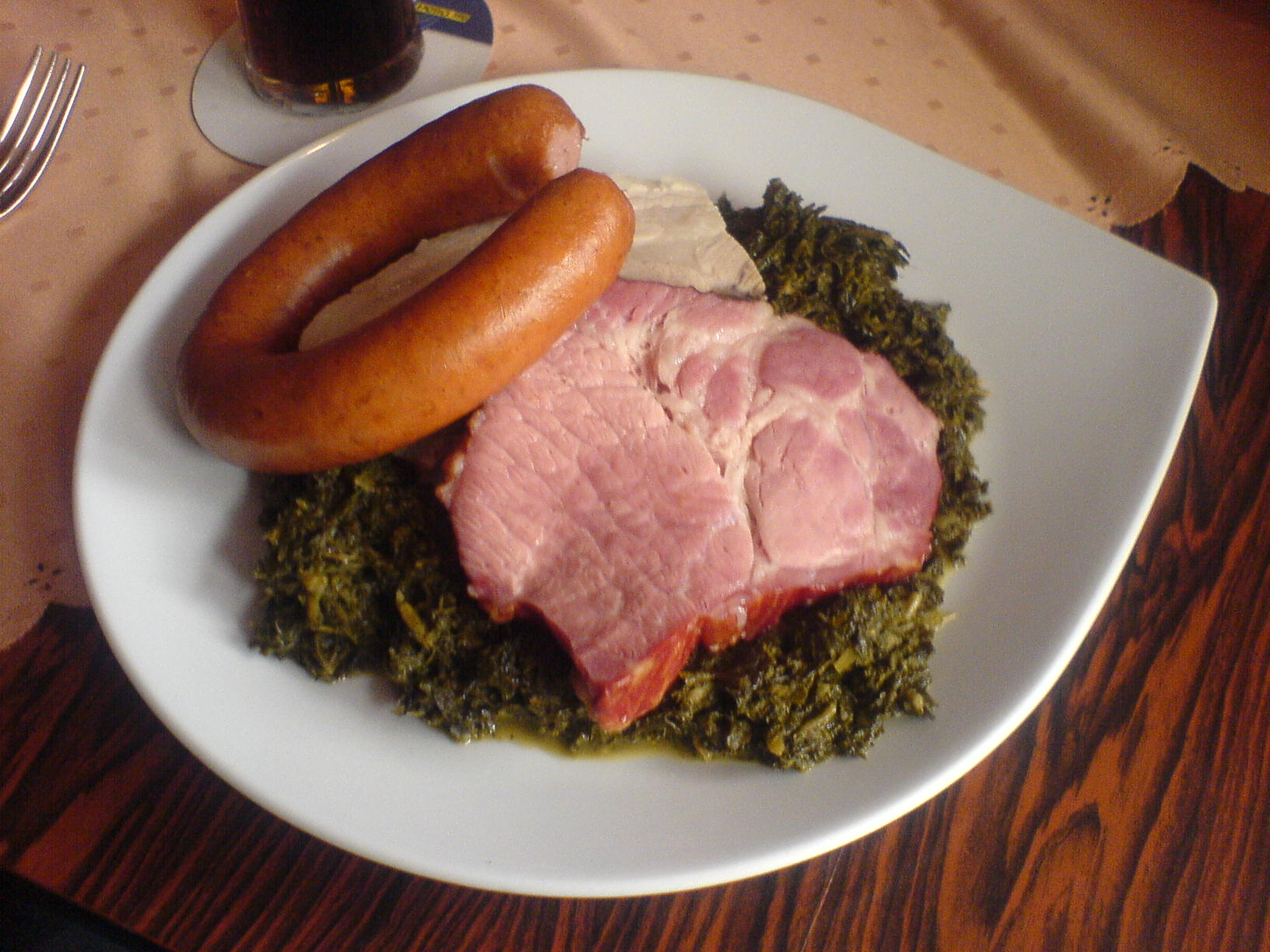
Grünkohl mit Bregenwurst und Kassler